# Periodizzazione
La periodizzazione è la suddivisione convenzionale della storia dell'umanità in periodi di tempo, ciascuno contraddistinto da una serie di caratteri originali tali da renderlo individuabile rispetto alla fase storica immediatamente precedente e successiva. Ogni periodo di tempo così individuato è compreso tra due eventi significativi che ne segnano l'inizio e la fine. 
Contraddistinta dal suo carattere semplificatorio e inevitabilmente convenzionale, quella della periodizzazione è un'operazione di importanza fondamentale nelle discipline storiche, dal momento che consente di "pensare" in termini schematici il passato e di facilitare la collocazione temporale di un evento. Inoltre la didattica della Storia spesso trova grande giovamento nel suddividere la storia in periodi definiti convenzionalmente, operazione tipica del resto anche di altre discipline storiche, come la geologia e la paleontologia. La periodizzazione della Storia serve infatti a dare un senso al passato e a non vederlo come una semplice successione di eventi.
Per il suo carattere convenzionale, tale suddivisione è soggetta a dibattiti e a opinioni diverse, specie per ciò che riguarda i termini post quem e ante quem, cioè le date di inizio e fine di ciascuna età.
Inoltre, ogni epoca storica guarda il passato con un'ottica particolare, dovuta alla temperie culturale di quel periodo; ciò porta alla successione di diversi schemi di periodizzazione, elaborati in diversi periodi; preferire una determinata periodizzazione piuttosto che un'altra significa interpretare il corso degli eventi in modo differente o anche da prospettive differenti.
Nella storiografia occidentale, nello scorrere del tempo successivo alla Preistoria, si identificano tradizionalmente le seguenti età: Età antica, Medioevo, Età moderna, Età contemporanea. Nelle storiografie di altre aree culturali esistono altri tipi di periodizzazione, che meglio descrivono contesti storici diversi da quello occidentale. Negli ultimi decenni sono stati elaborati modelli alternativi a quello tradizionale e utilizzabili in tutte le aree culturali del pianeta; spesso è comunque possibile stabilire delle precise corrispondenze tra i vari periodi dei modelli innovativi e quelli del modello tradizionale.

## Il nome dei periodi di suddivisione della Storia
I vari periodi in cui, per convenzione, si suddivide la storia dell'umanità sono chiamati età o evi (ad esempio: Evo Antico o Età Antica).
Per la Preistoria si utilizza esclusivamente il termine "età" (Età della Pietra, Età della pietra scheggiata - oggi detta comunemente Paleolitico, Età della pietra levigata - oggi detta comunemente Neolitico, Età dei Metalli, Età del Rame, Età del Bronzo, Età del Ferro); per riferirsi al Paleolitico e al Neolitico si usano anche le locuzioni "età paleolitica" e età neolitica". Per l'arco di tempo successivo alla Preistoria si usano invece i termini "età" o "evo" come sinonimi (Età Antica o Evo Antico, Medioevo - in cui il termine "evo" è incorporato nella parola, Età Moderna o Evo Moderno, Età Contemporanea o Evo Contemporaneo); per riferirsi al Medioevo si usa anche la locuzione "età medievale".
Il termine epoca, al contrario, è usato correntemente per indicare un periodo di tempo avente determinate caratteristiche, che però non è convenzionalmente determinato: le varie epoche non sono pensate per suddividere l'intero arco della Storia, ma per estrapolarne alcune particolarità, spesso anche geograficamente delimitate (ad esempio: "epoca d'oro islamica", "epoca eroica dell'esplorazione antartica").

## Schema della periodizzazione più usata in Occidente
Lo schema più usato nella storiografia occidentale è il seguente: 
1. Preistoria: dalle prime testimonianze dell'esistenza dell'uomo all'invenzione della scrittura (non sono indicate le date di separazione tra le varie età, in quanto esse variano nei vari contesti geografici del pianeta):
Età della pietra
Paleolitico (età antica della pietra), periodo contraddistinto da nomadismo, caccia e raccolta
Mesolitico (età intermedia della pietra), periodo di transizione tra Paleolitico e Neolitico (l'uso del concetto di Mesolitico è piuttosto limitato geograficamente)
Neolitico (età nuova della pietra), dalla Rivoluzione neolitica, che introdusse l'agricoltura, l'addomesticamento, l'allevamento e abitudini di vita sedentarie
Età dei metalli
Età del rame: dalle prime testimonianze della metallurgia
Età del bronzo: dalle prime testimonianze di uso del bronzo; in alcune civiltà è parte della Protostoria
Età del ferro: dalle prime testimonianze di uso del ferro; in alcune civiltà è parte della Protostoria
2. Età antica: dall'invenzione della scrittura (3500 a.C.) alla caduta dell'Impero romano d'Occidente (476 d.C.)
3. Medioevo: dalla caduta dell'Impero romano d'Occidente (476 d.C.) alla scoperta dell'America (1492)
4. Età moderna: dalla scoperta dell'America (1492) alla Rivoluzione francese (1789) o alla Rivoluzione industriale (1760)
5. Età contemporanea: dalla Rivoluzione francese (1789) o dalla Rivoluzione industriale (1760) al presente.
Testimonianze delle varie età storiche (cultura occidentale)

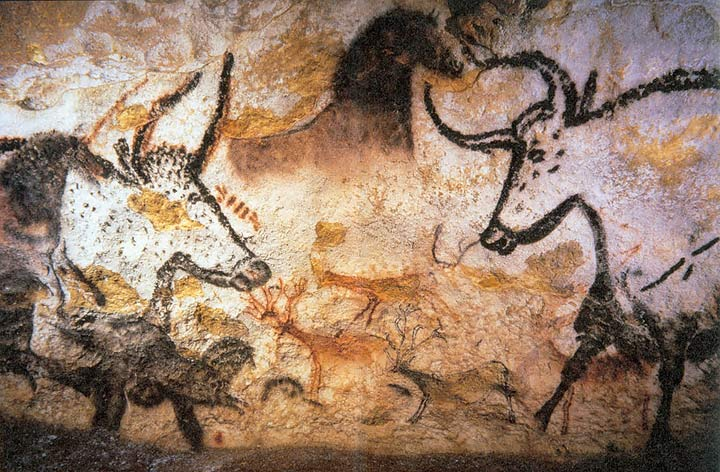
Paleolitico Un dettaglio delle pitture della Grotte di Lascaux
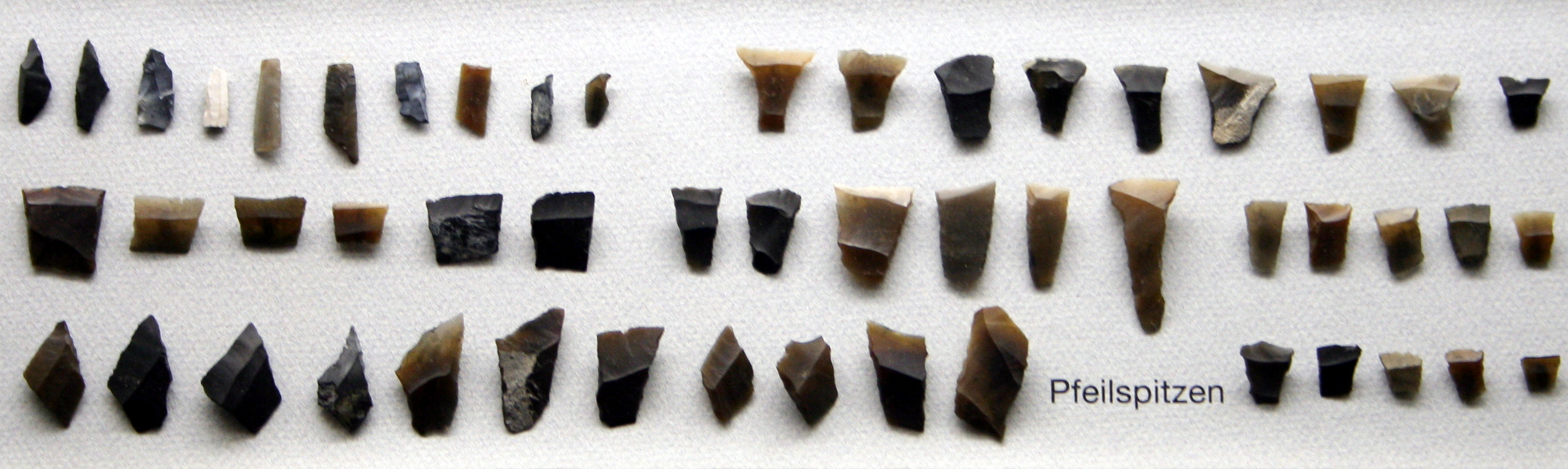
Mesolitico Microliti, cultura di Kongemose, Danimarca
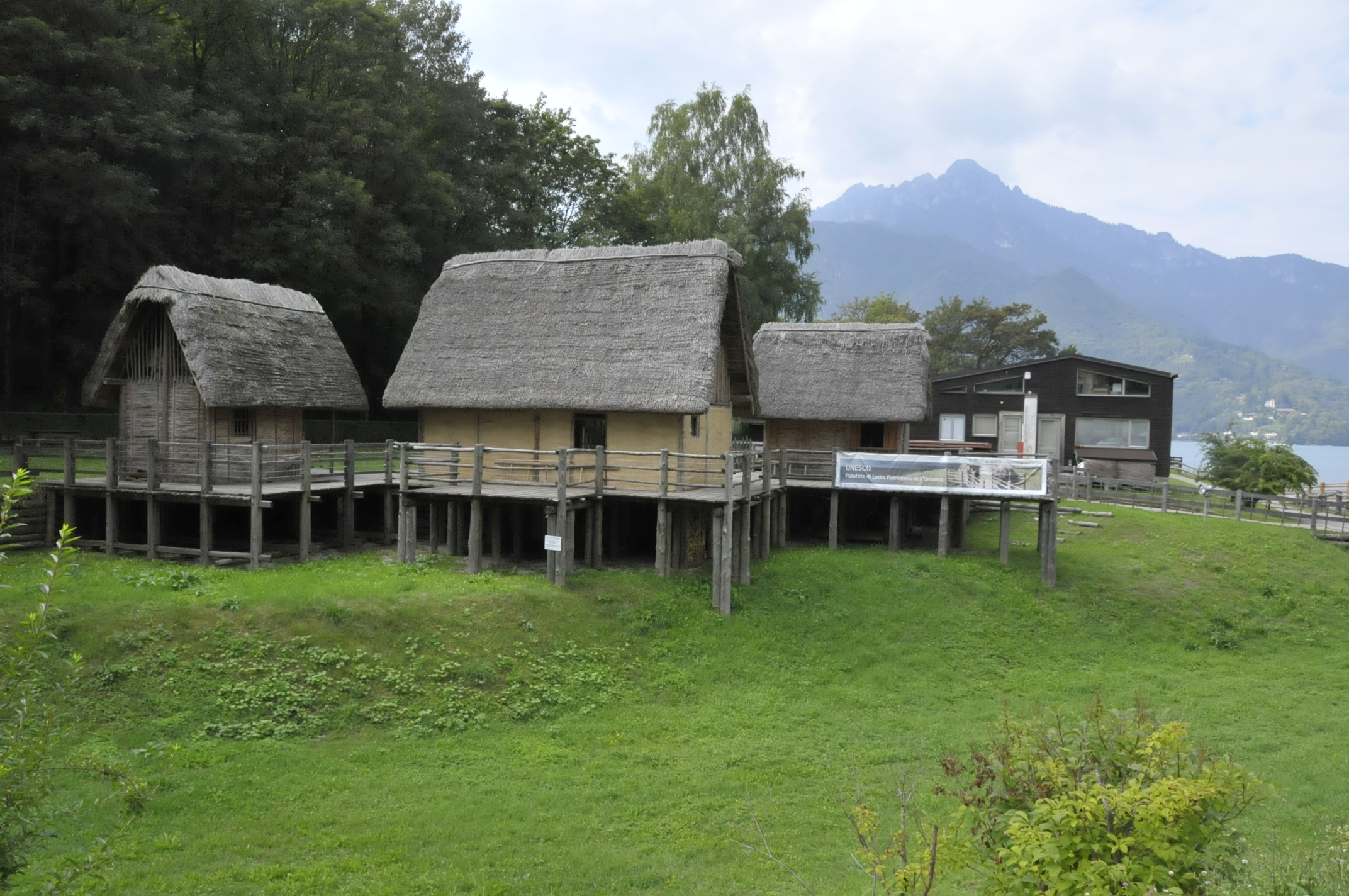
Neolitico Ricostruzione del villaggio di palafitte del lago di Ledro
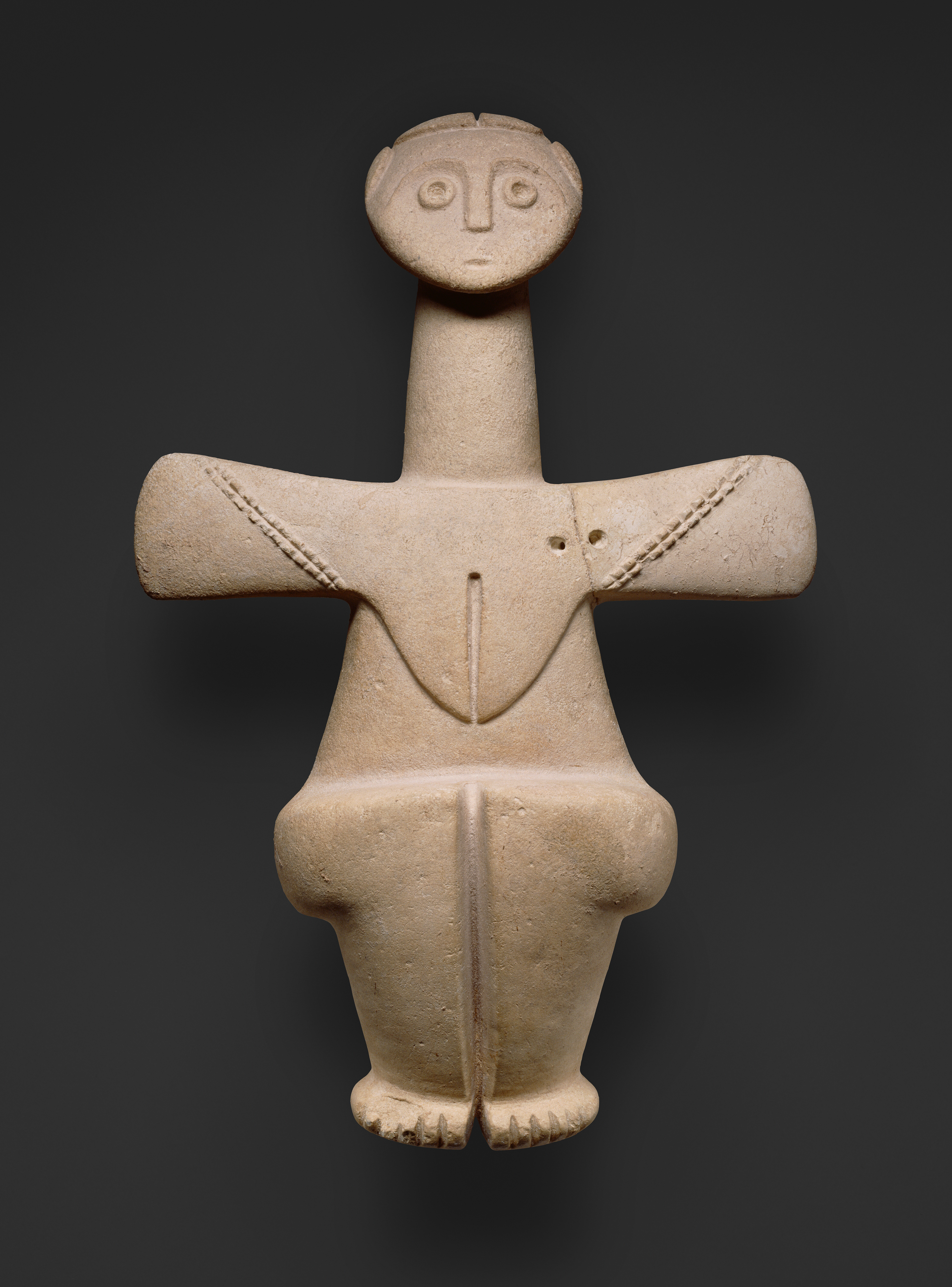
Età del Rame Statua di una divinità ritrovata a Creta
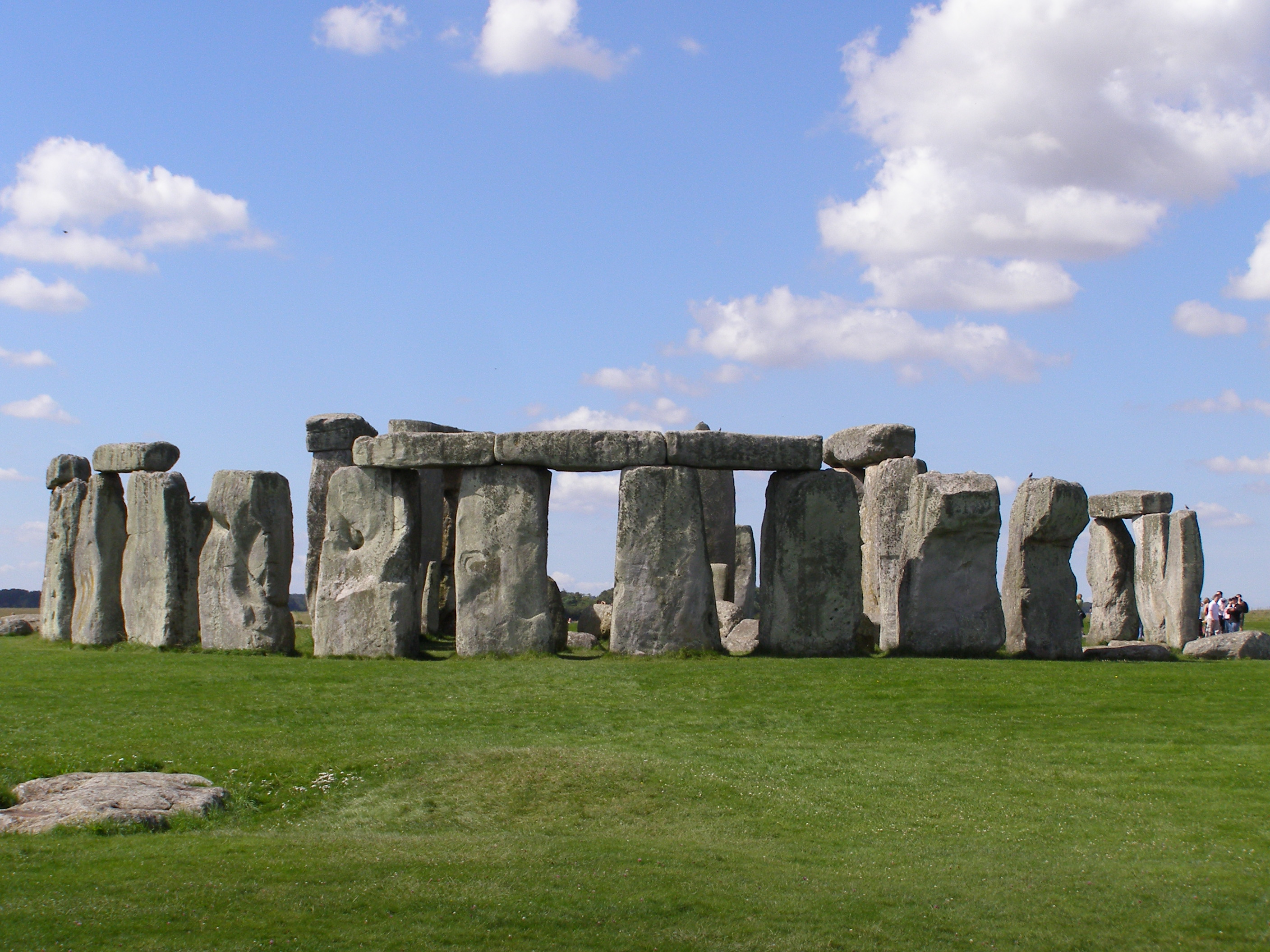
Età del Bronzo Arte megalitica: il cromlech di Stonehenge
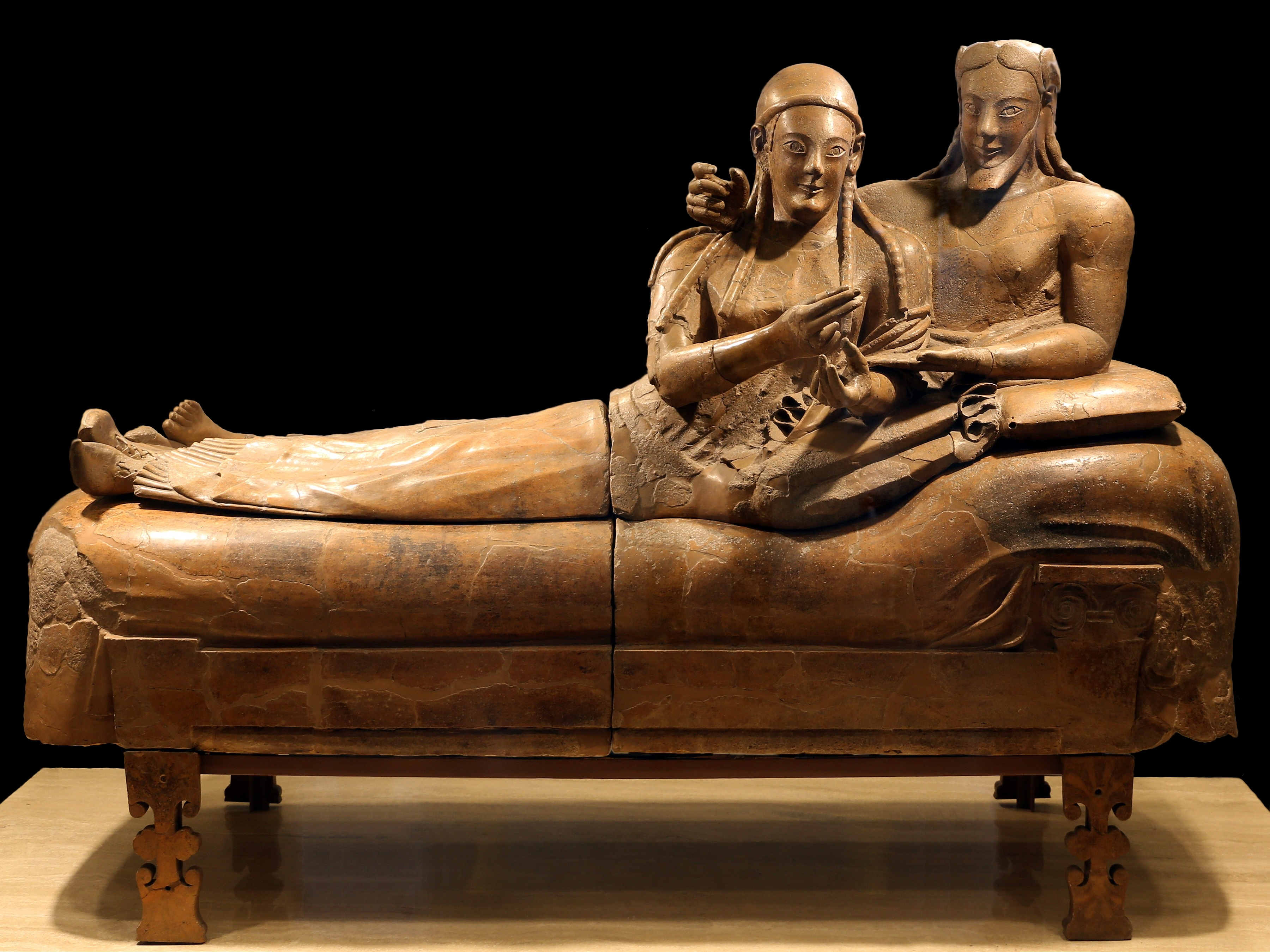
Età del Ferro Arte etrusca: il Sarcofago degli sposi
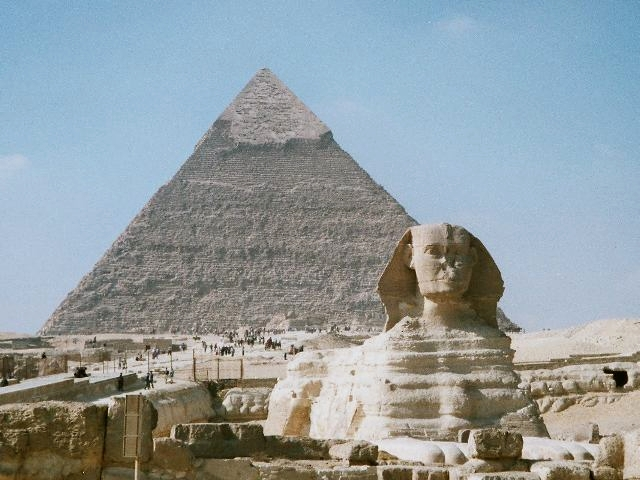
Età Antica Arte egizia: la Sfinge e la Piramide di Cheope (Giza)
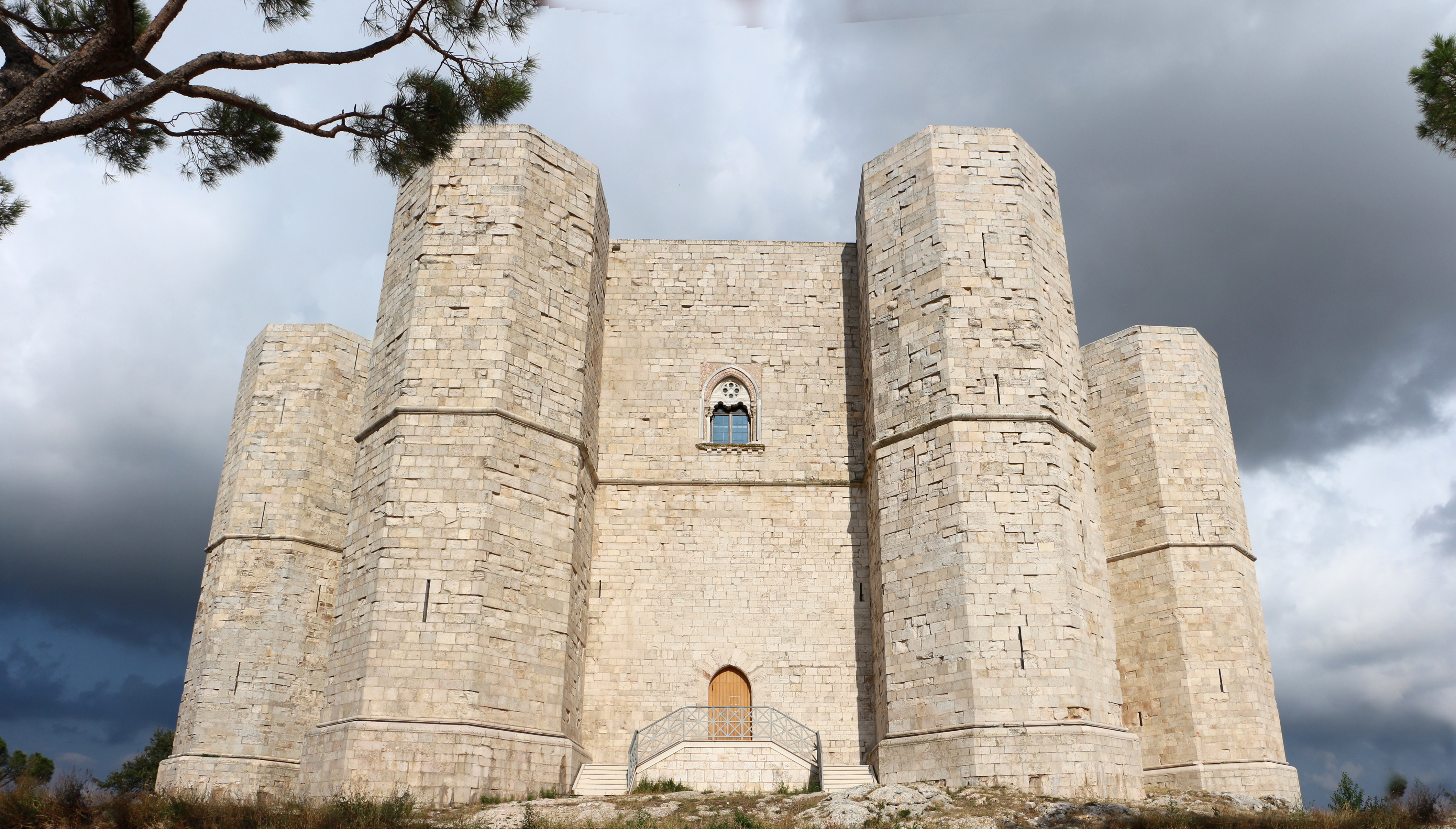
Medioevo Castel del Monte (Andria)
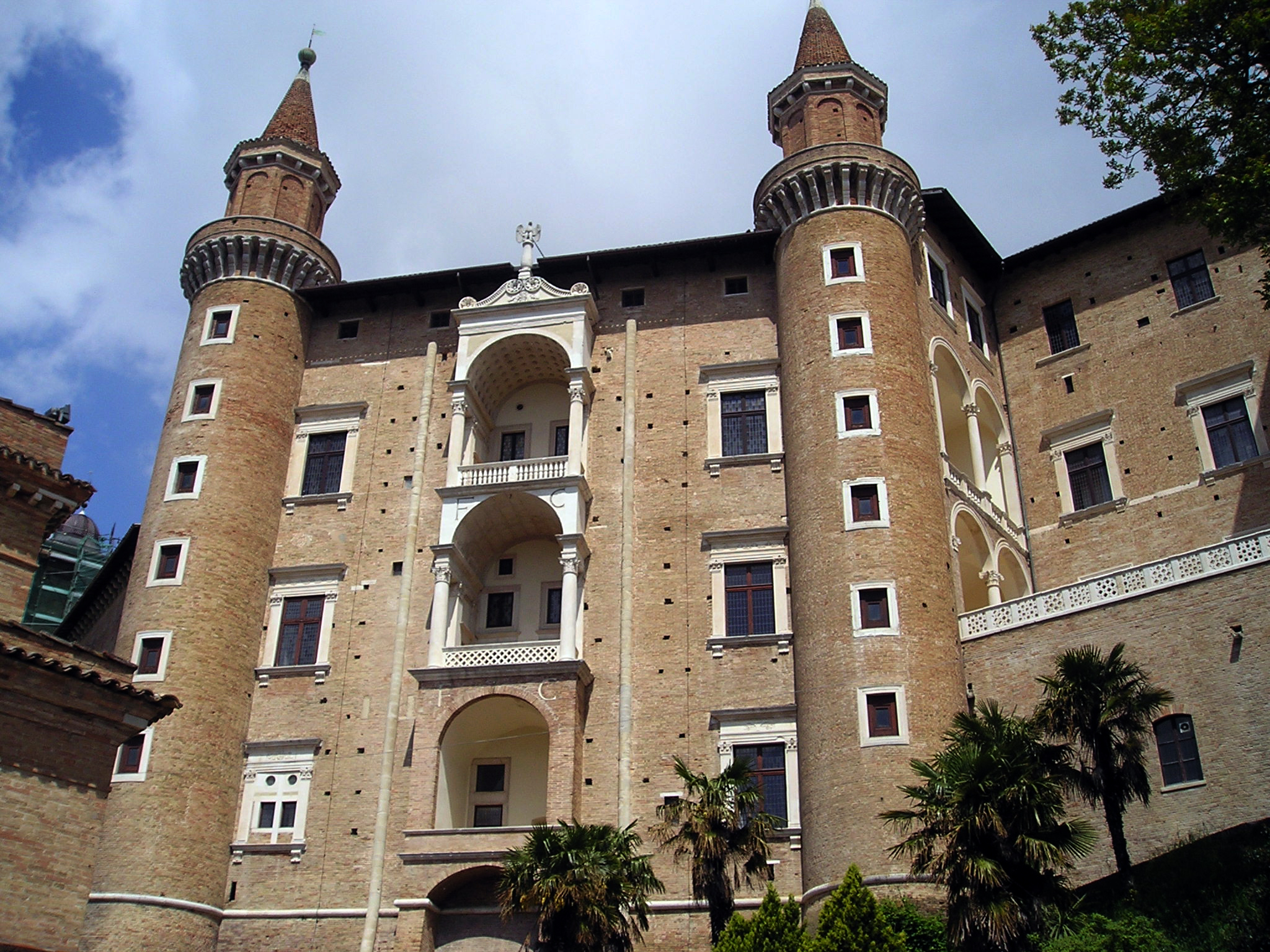
Età Moderna Arte rinascimentale: il Palazzo ducale di Urbino
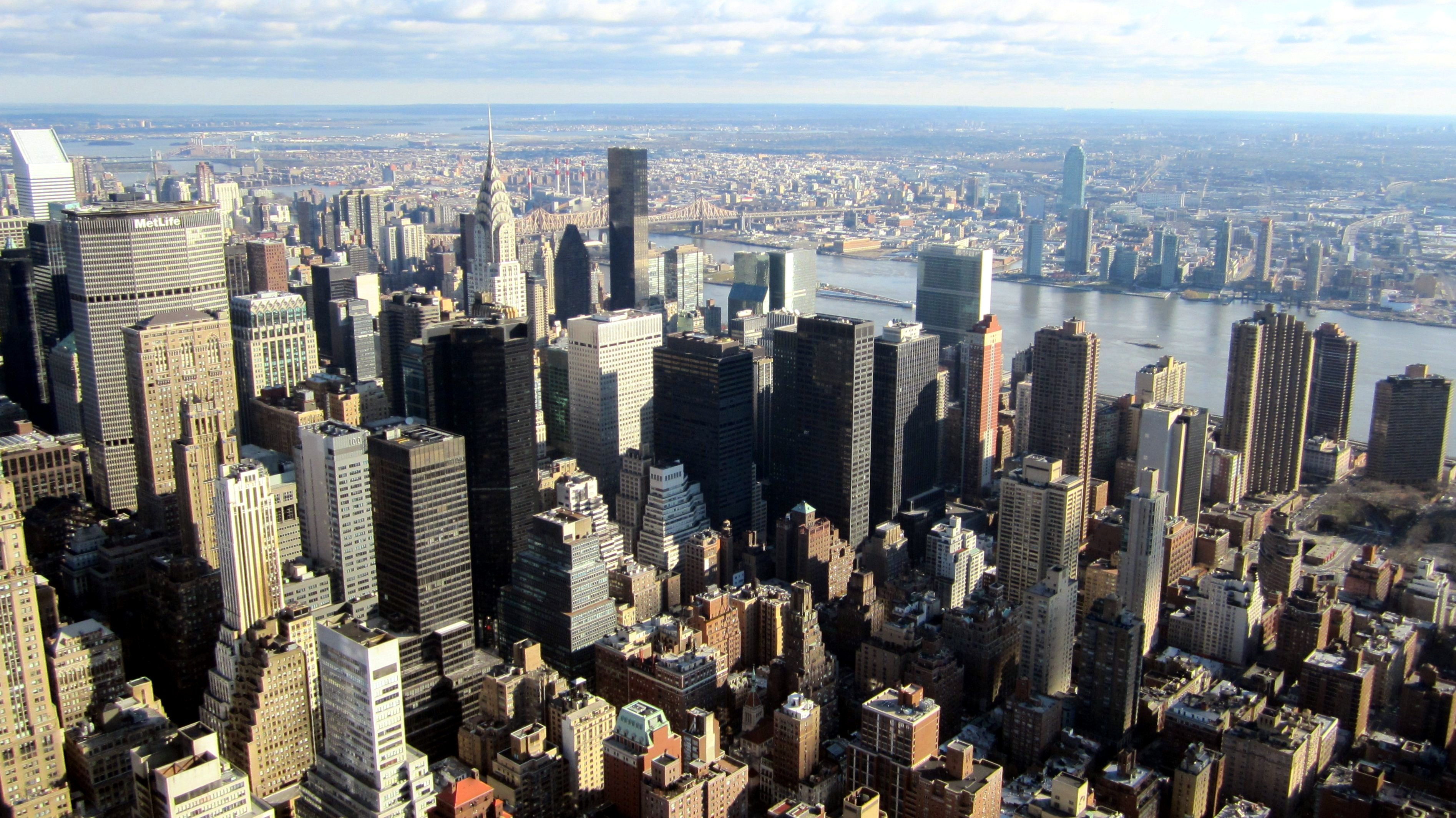
Età Contemporanea Grattacieli a New York

## Periodizzazione della storia mondiale

### Utilizzo dei concetti occidentali in altre aree culturali
In aree culturali diverse da quella europea e mediterranea esistono modelli di periodizzazione specifici, ma spesso si utilizzano anche i concetti occidentali di Preistoria, Paleolitico, Neolitico, Età Antica, Medioevo, Età Moderna, Età Contemporanea, per analogia. In questi casi, però, le date di separazione tra le varie età non sono quelle utilizzate per l'Europa e i paesi del Mediterraneo, ma quelle valide nei vari contesti.
Si usa il termine "Medioevo" anche nelle seguenti aree culturali. 
- Medioevo giapponese (inizio: 1185 - fine: 1603)[22].
- Medioevo cinese (inizio: 220 - fine: 589 o 1368)[23][24].
- Medioevo indiano (inizio: 550 o 1206 - fine: 1556 o 1707)[25][26].
Il Medioevo indiano può essere diviso in due periodi[27]: Alto Medioevo (650-1200 d.C.) e Tardo Medioevo (1200-1707 d.C.);
- Medioevo persiano (inizio: 651 - fine: 1502)[28].

Durata del Medioevo nelle varie aree culturali a confronto
Parimenti, le espressioni "Preistoria", "Paleolitico", "Neolitico", "Età del Rame", "Età del Bronzo" ed "Età del Ferro" si usano anche nelle seguenti aree culturali.
- America

- Paleolitico americano o Periodo paleoindio, Neolitico americano o Periodo formativo, Età del Rame in America
- Asia (esclusa l'Asia occidentale, che segue per lo più la periodizzazione occidentale)

- Paleolitico in Asia, Neolitico in Asia, Età del Rame in Asia, Età del Bronzo in Asia, Età del ferro in Asia
- Africa subsahariana

- Paleolitico in Africa, Neolitico in Africa, Età del Rame in Africa, Età del Bronzo in Africa, Età del Ferro in Africa
- Oceania

- Sono utilizzati i concetti di "Paleolitico", "Neolitico" ed "Età dei Metalli"; si deve però precisare che il Paleolitico è assente negli arcipelaghi del Pacifico, dato che in queste isole il popolamento iniziò con il Neolitico, e che per l'Australia si parla solo di Paleolitico, dato che in questa terra non si verificò la Rivoluzione neolitica e quindi la cultura paleolitica persistette sino all'arrivo degli europei nel XVII secolo.
Inoltre, l'espressione "età classica", che solitamente indica il periodo aureo dell'Età antica in riferimento alle civiltà dell'antica Grecia e dell'antica Roma e dunque ai paesi europei e mediterranei, è utilizzata anche per descrivere analoghe epoche di altri ambiti geografici: si parla così di:
- Età classica giapponese[34],
- Età classica cinese[35],
- Età classica indiana[36],
- Età classica maya[37] e così via.

Durata dell'età classica nelle varie aree culturali a confronto
Testimonianze delle varie età storiche nel mondo

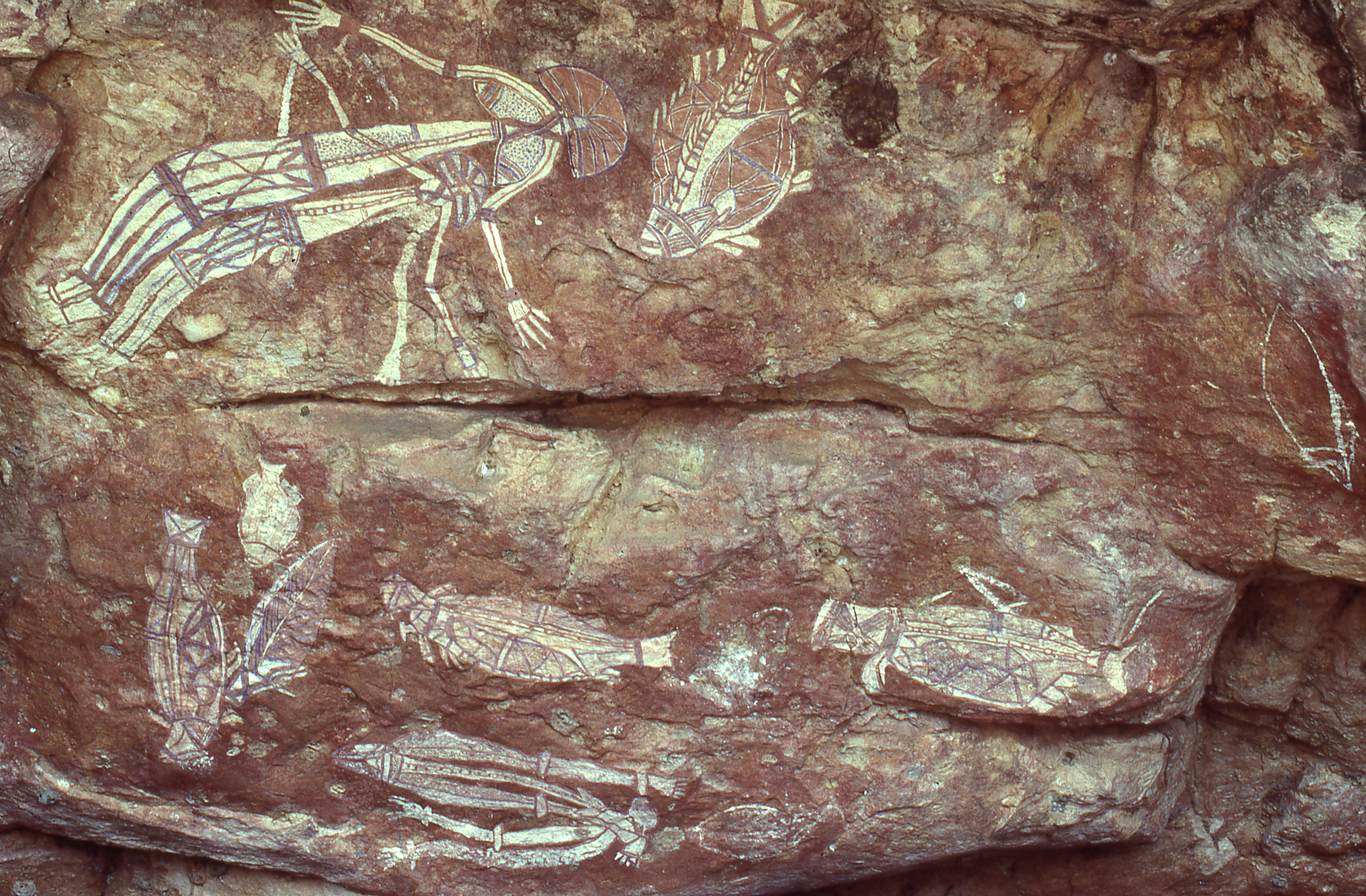
Paleolitico Arte aborigena, pitture rupestri, Kakadu, Australia
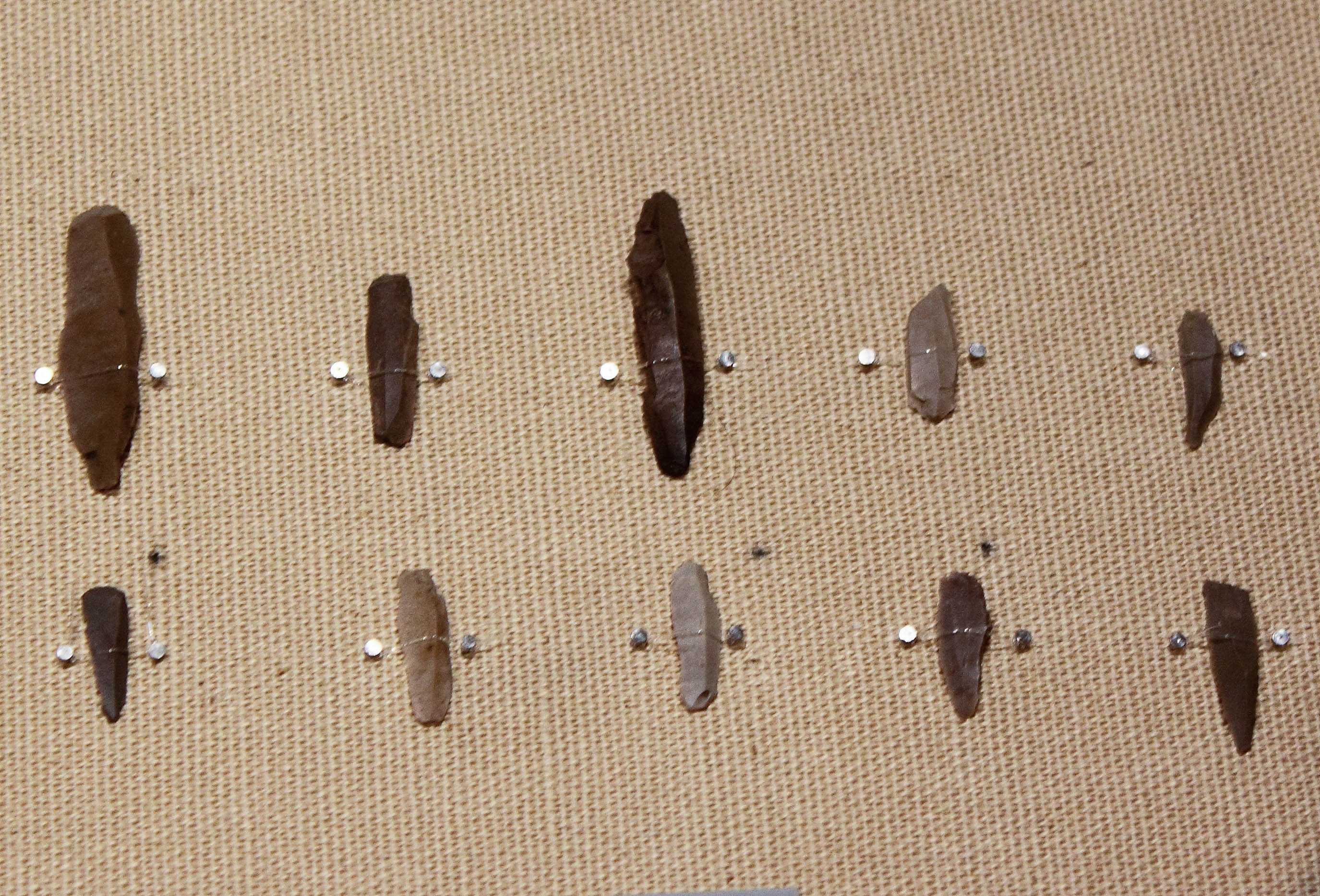
Mesolitico Microliti,Giappone
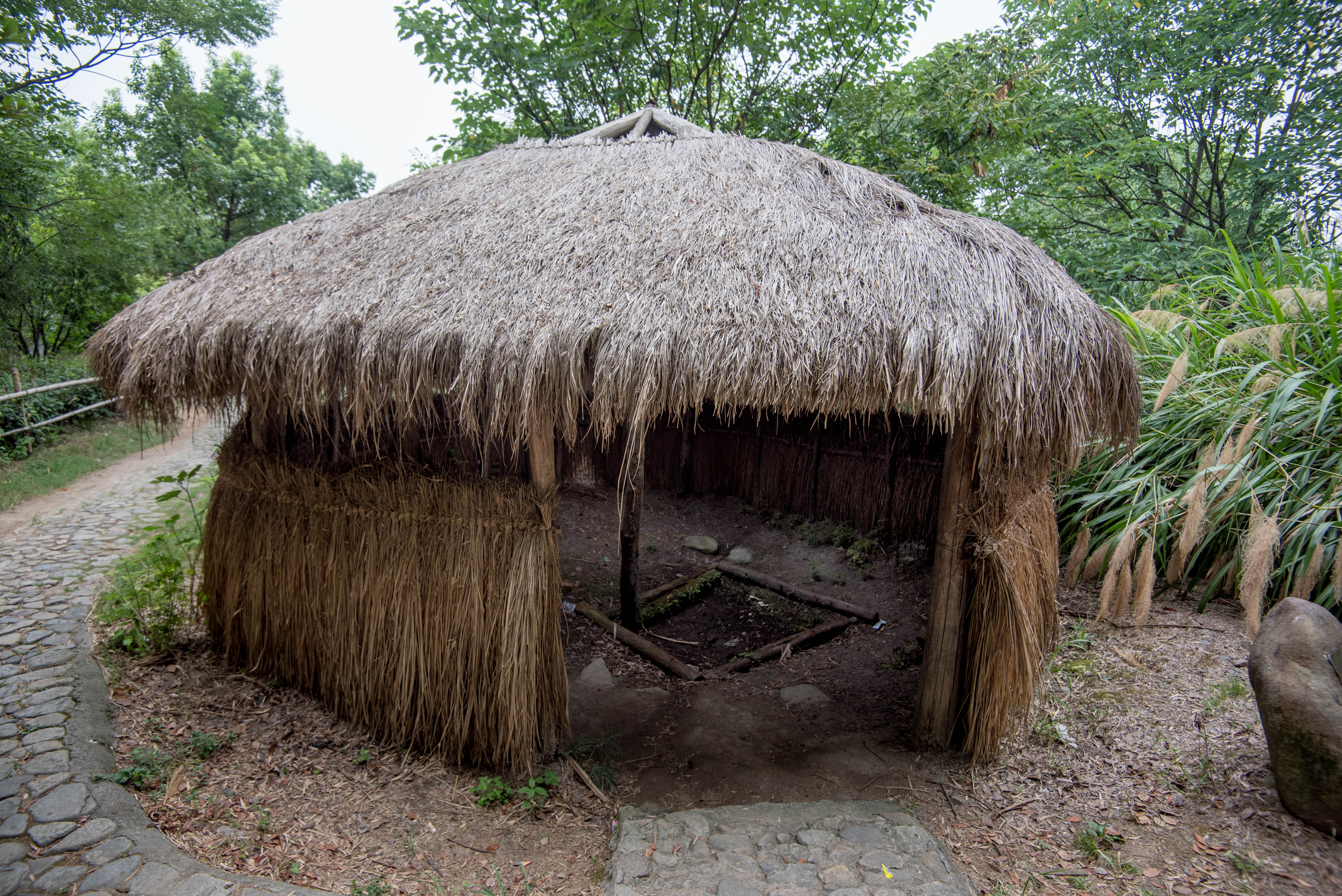
Neolitico Ricostruzione di una capanna della cultura di Hemudu, Cina
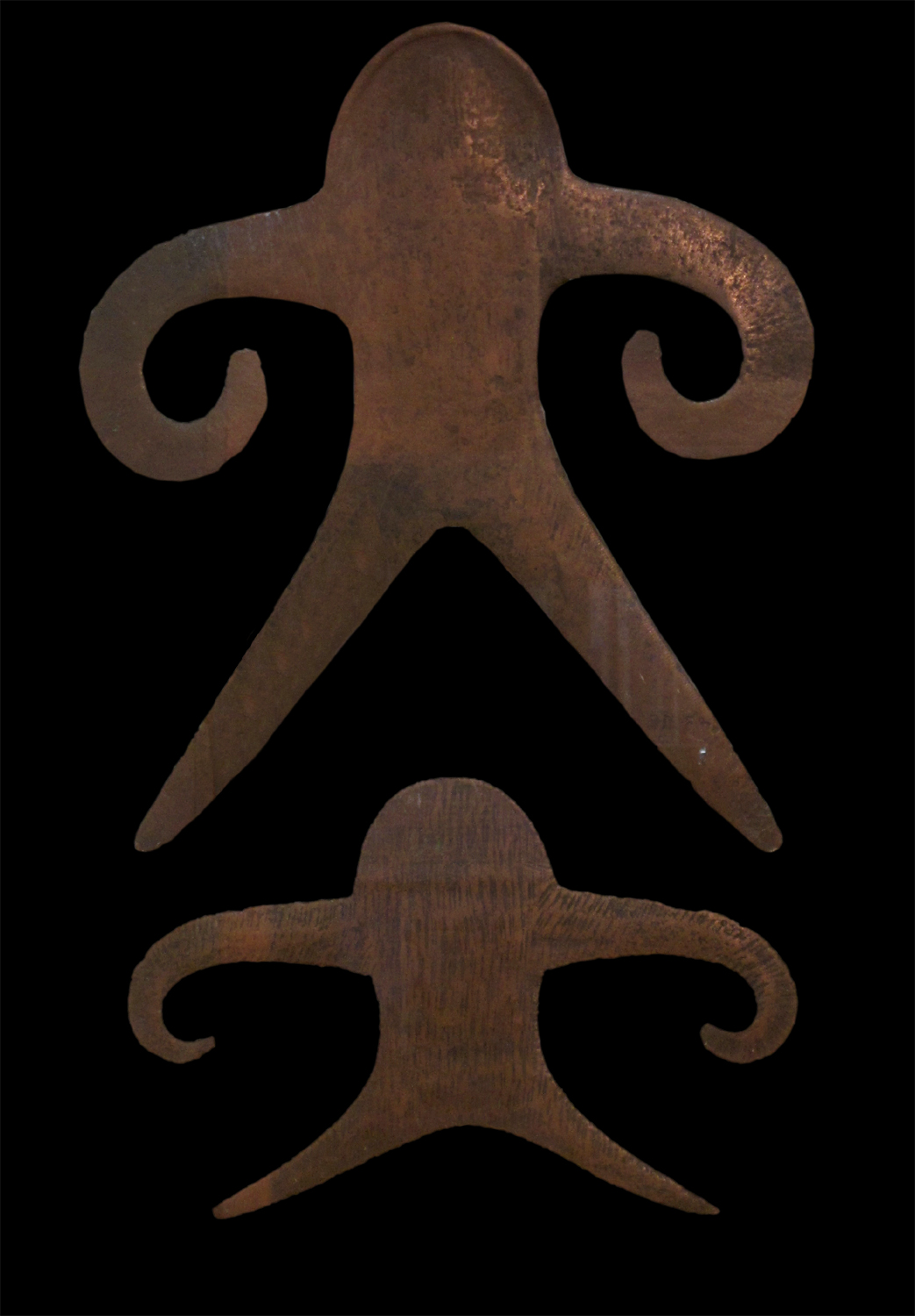
Età del Rame Figure antropomorfe della cultura del tesoro di rame, bacino occidentale del Gange, India
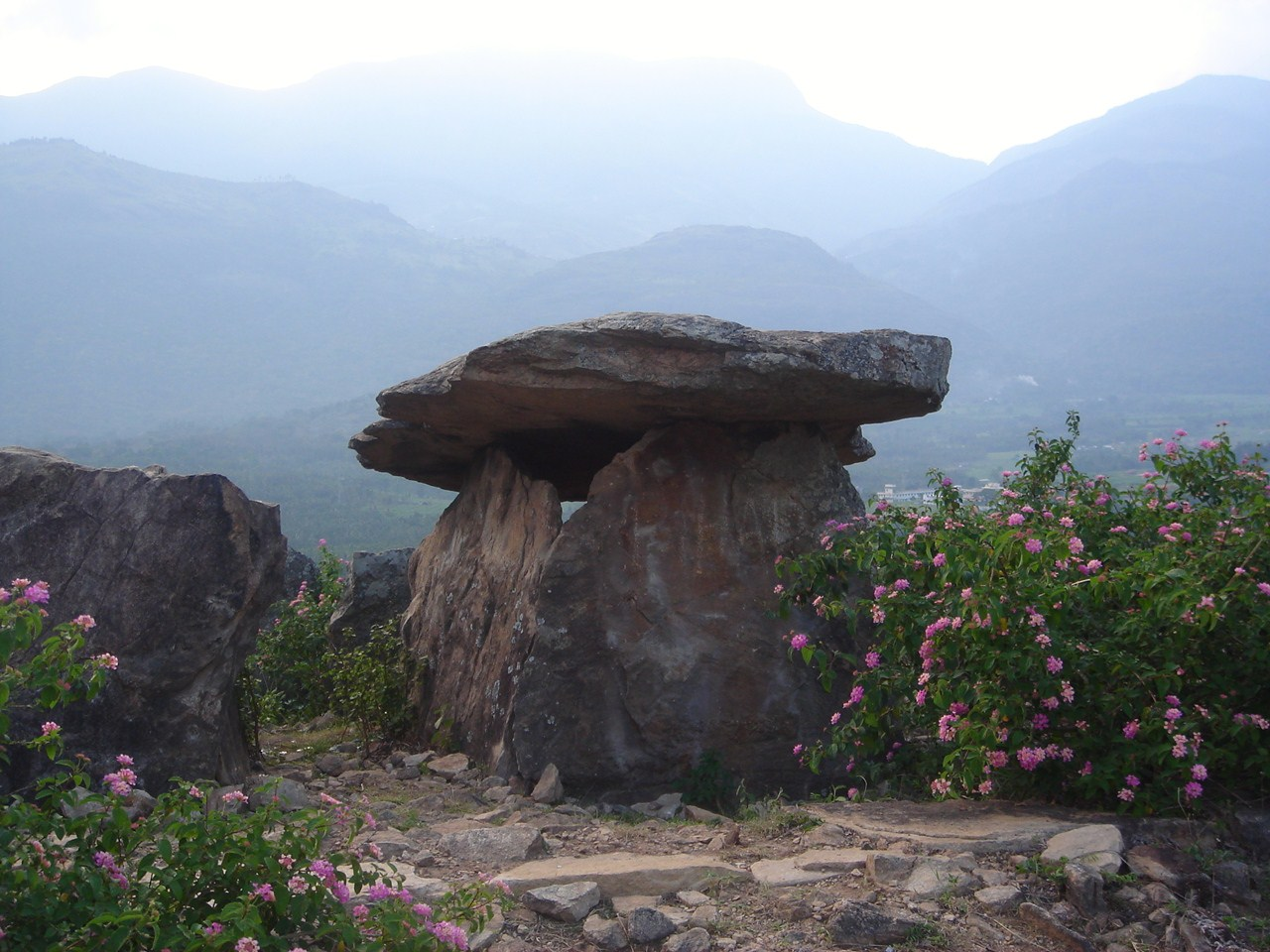
Età del Bronzo Arte megalitica: il dolmen di Marayoor, Kerala, India
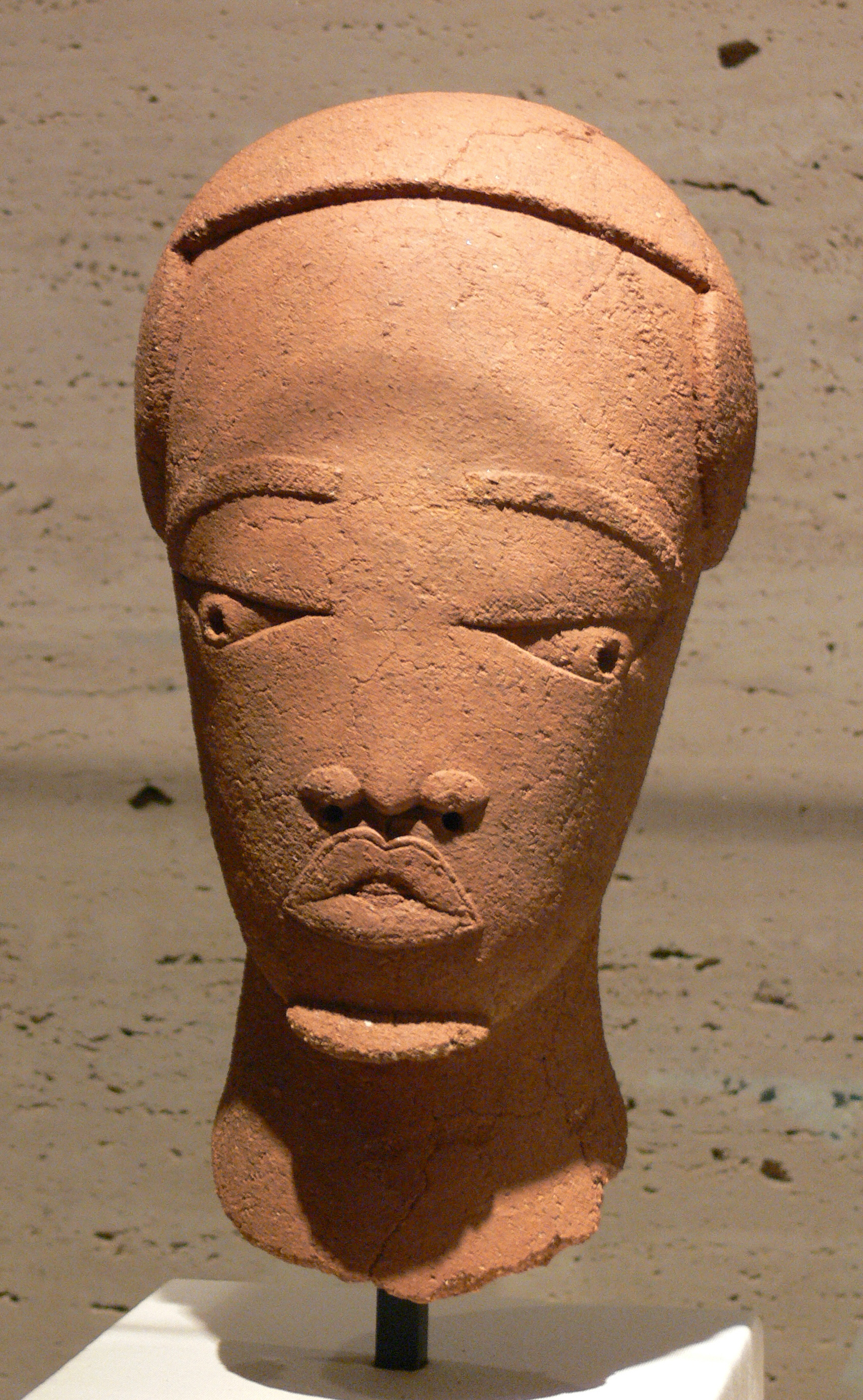
Età del Ferro Figura in terracotta, cultura di Nok, Nigeria
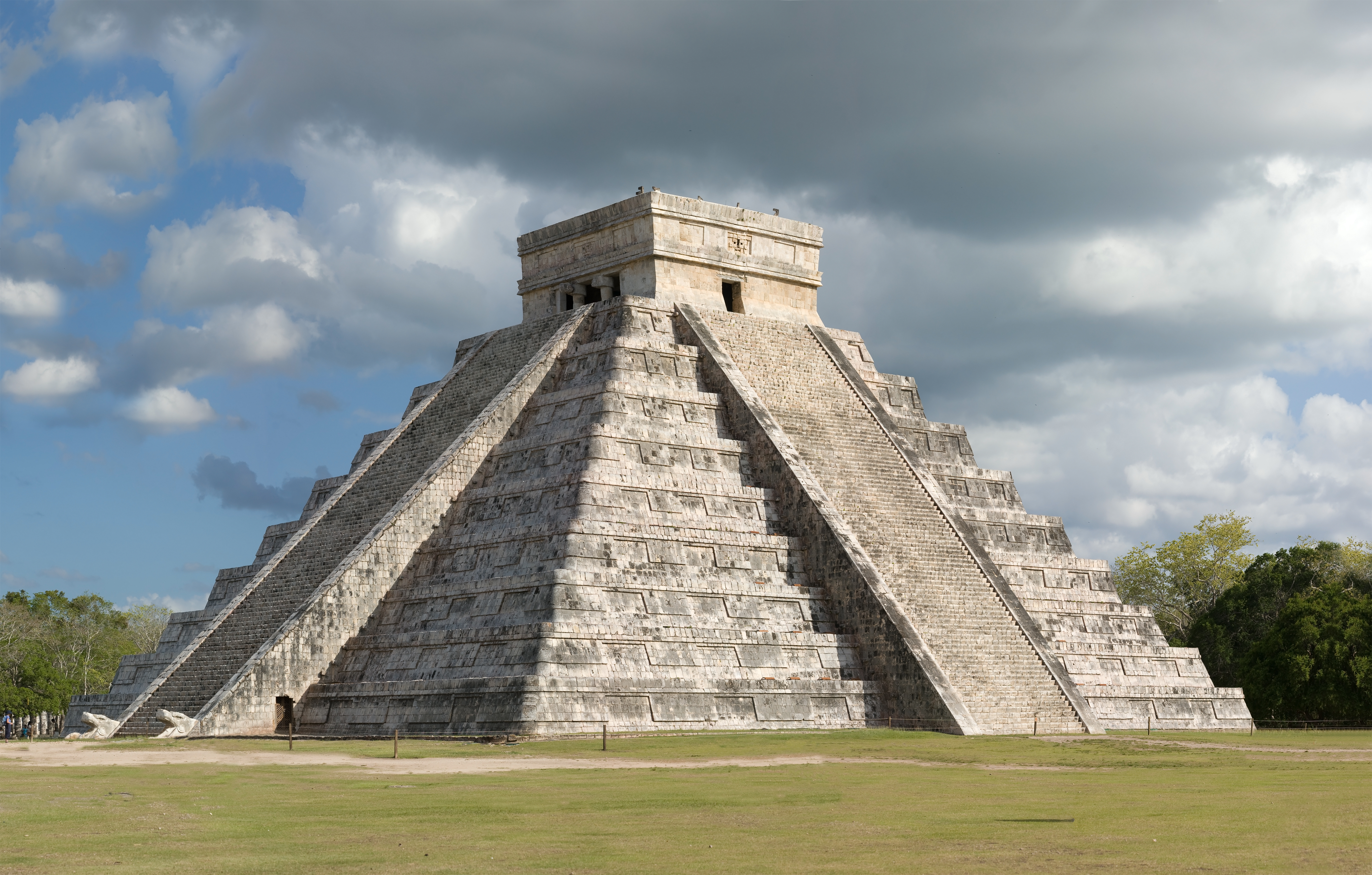
Età Antica Arte maya: la Piramide di Kukulkan, Messico
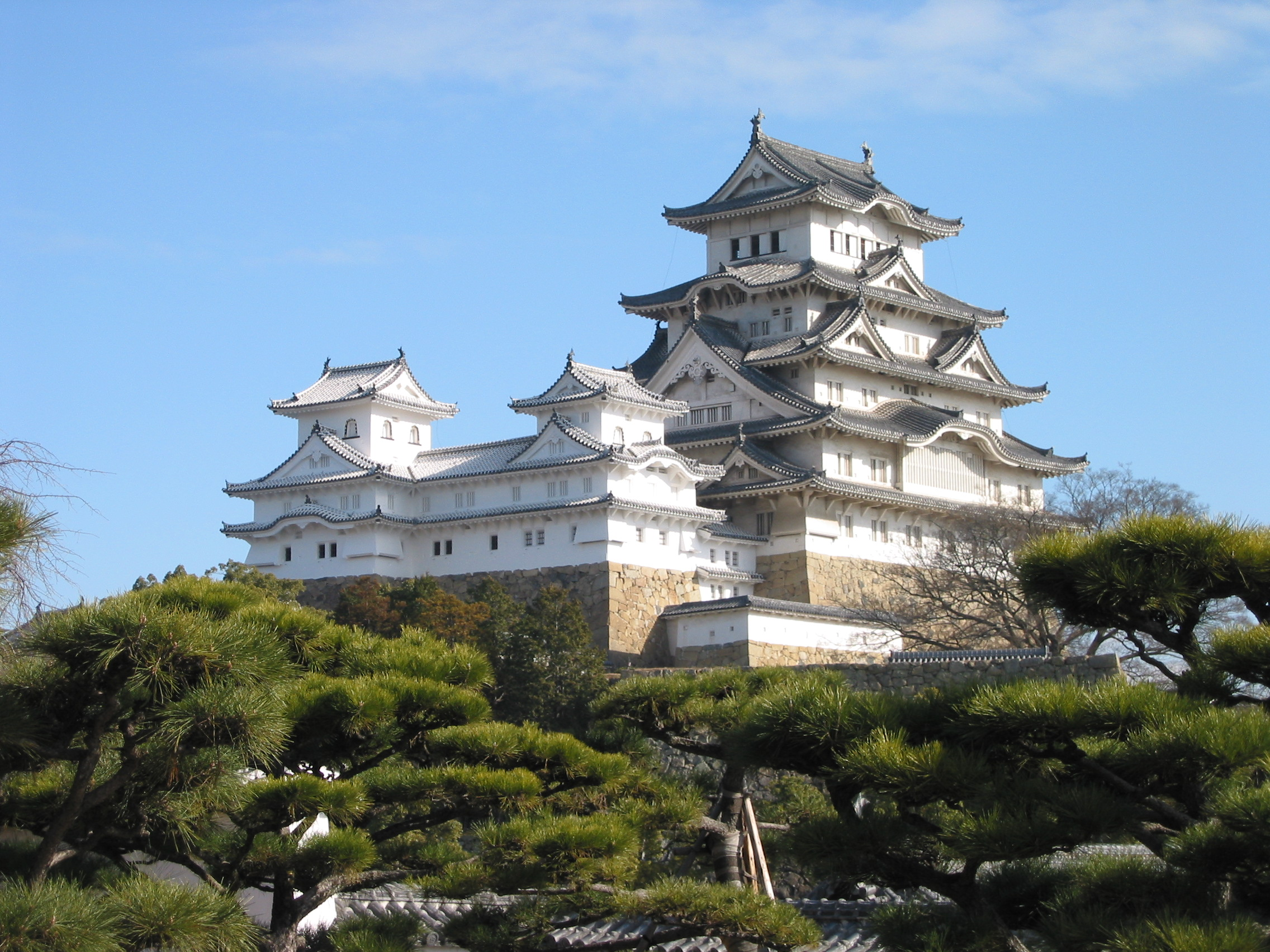
Medioevo Castello di Himeji, Giappone
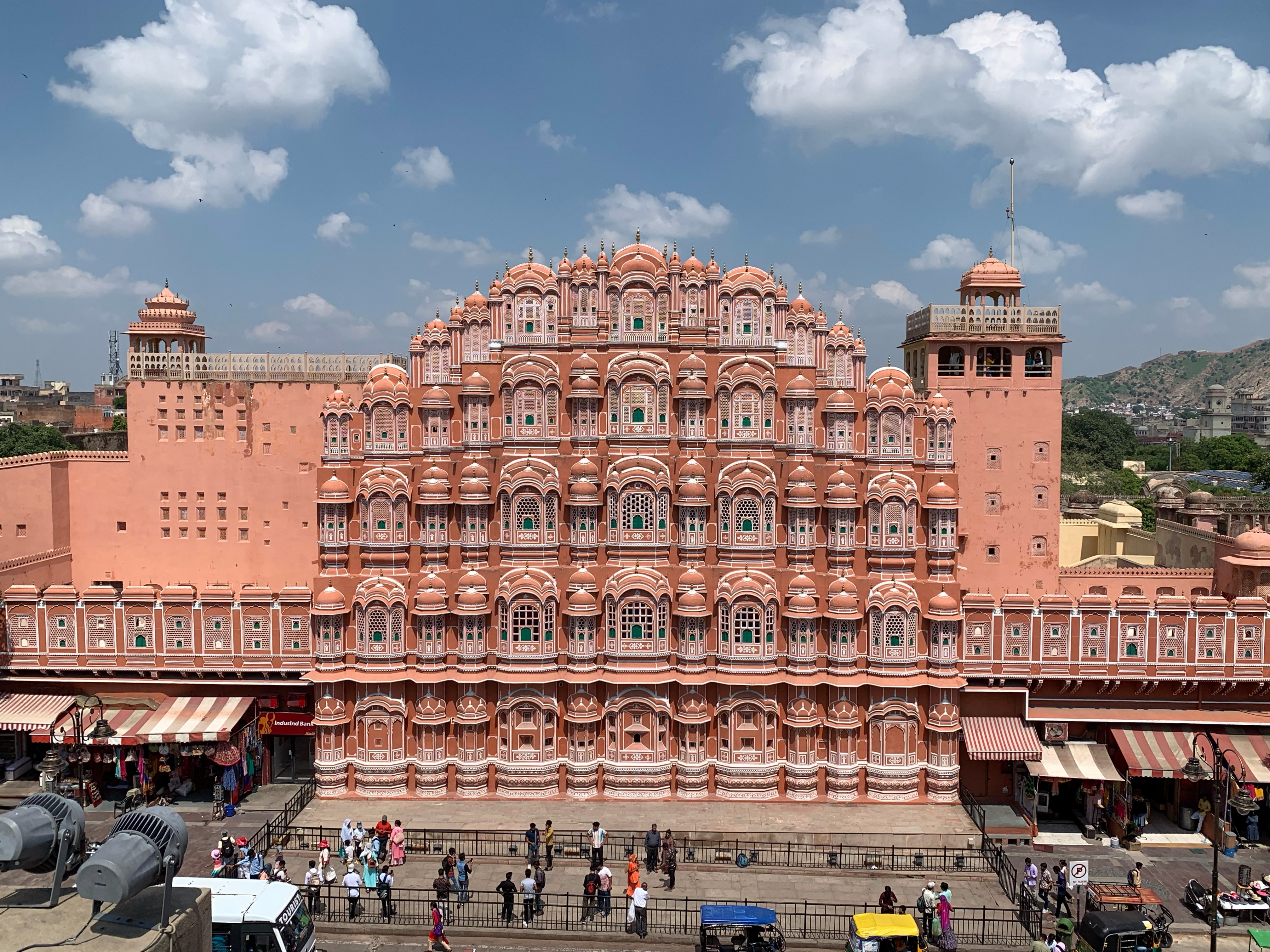
Età Moderna Hawa Mahal, India
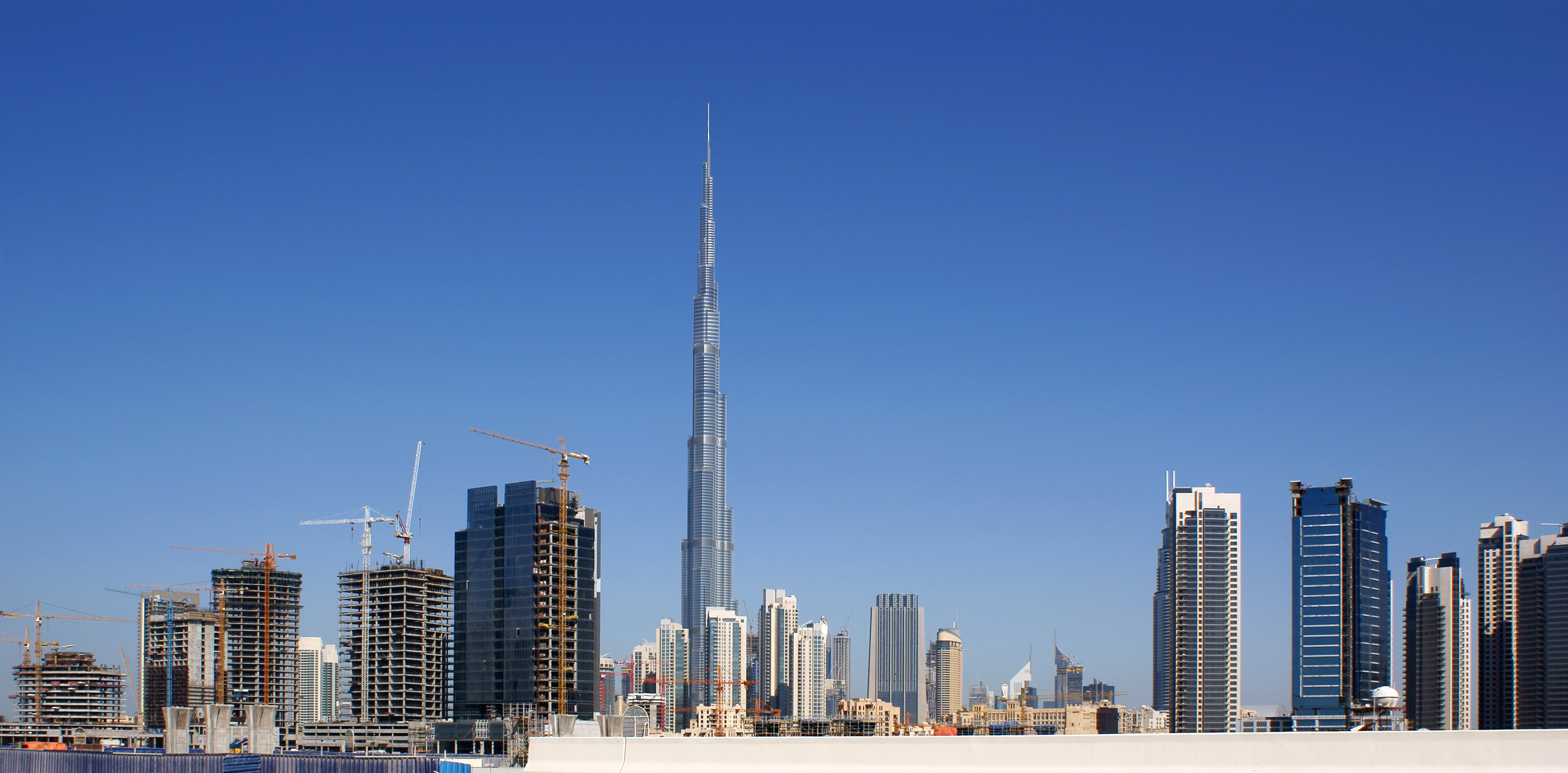
Età Contemporanea Grattacieli a Dubai, tra cui il Burj Khalifa, il più alto del mondo

### Ricerca di nuovi tipi di periodizzazione
La molteplicità di modelli di periodizzazione diversi nelle varie aree culturali del pianeta rappresenta un problema serio quando si vogliono descrivere processi storici di portata mondiale. La necessità di avere a disposizione schemi validi per tutte le aree culturali e per tutti i continenti ha portato alla formulazione di proposte di periodizzazione di tutta la Storia mondiale alternative a quella tradizionale, attraverso criteri che si adattano non ad un solo contesto, ma che siano validi per tutte le civiltà del pianeta. 
L'archeologo australiano Vere Gordon Childe (1892-1957), l'etnologo statunitense Ernest Gellner (1925-1995) e lo storico israeliano Yuval Noah Harari (1976-vivente), ciascuno indipendentemente dall'altro, hanno contribuito all'elaborazione di una periodizzazione della Storia valida per tutte le aree culturali.
In particolare, Vere Gordon Childe ha sviluppato due concetti poi ripresi nelle periodizzazioni della storia mondiale: quello di Rivoluzione neolitica, da comparare alla Rivoluzione industriale, e quello di Rivoluzione urbana.
Ernest Gellner ha diviso la storia mondiale in tre periodi: quello delle società di cacciatori e raccoglitori, quello delle società agricole e quello delle società industriali, separati l'uno dall'altro da due rivoluzioni di portata mondiale: la Rivoluzione neolitica del XII millennio a.C. e la Rivoluzione industriale tra il XVIII° e il XIX° secolo. In ciò segue le idee di Childe, dalle quali però si distacca per quanto riguarda la Rivoluzione urbana, che egli considera un evento di minore importanza nella periodizzazione della storia dell'umanità, rispetto alla Rivoluzione neolitica e alla Rivoluzione industriale. 
Yuval Noah Harari, noto principalmente per il suo saggio Sapiens. Da animali a dèi. Breve storia dell'umanità, a sua volta ha rielaborato le idee di entrambi, aggiungendo una terza rivoluzione: la "Rivoluzione cognitiva", a grandi linee corrispondente a ciò che altri studiosi chiamano "Grande balzo in avanti". La Rivoluzione congitiva è avvenuta nel Paleolitico superiore e ha prodotto la modernità comportamentale, caratterizzata da pensiero simbolico e astratto, creatività culturale, linguaggio complesso, pianificazione approfondita, arte. È importate notare, comunque, che non tutti gli studiosi concordano sull'idea di uno sviluppo rapido della modernità comportamentale, e seguono invece un critero gradualista. Rispetto a Gellner, Harari suddivide la Storia non in tre, ma in quattro periodi: il primo inizia appunto dalla "Rivoluzione cognitiva"; il secondo periodo inizia dalla "Rivoluzione agraria", termine che corrisponde alla Rivoluzione neolitica di Childe e di Gellner, il terzo periodo inizia dalla formazione di imperi che interessano vaste aree di uno o più continenti; il quarto periodo, infine, inizia dalla Rivoluzione scientifica.

### Un esempio significativo di periodizzazione attuale

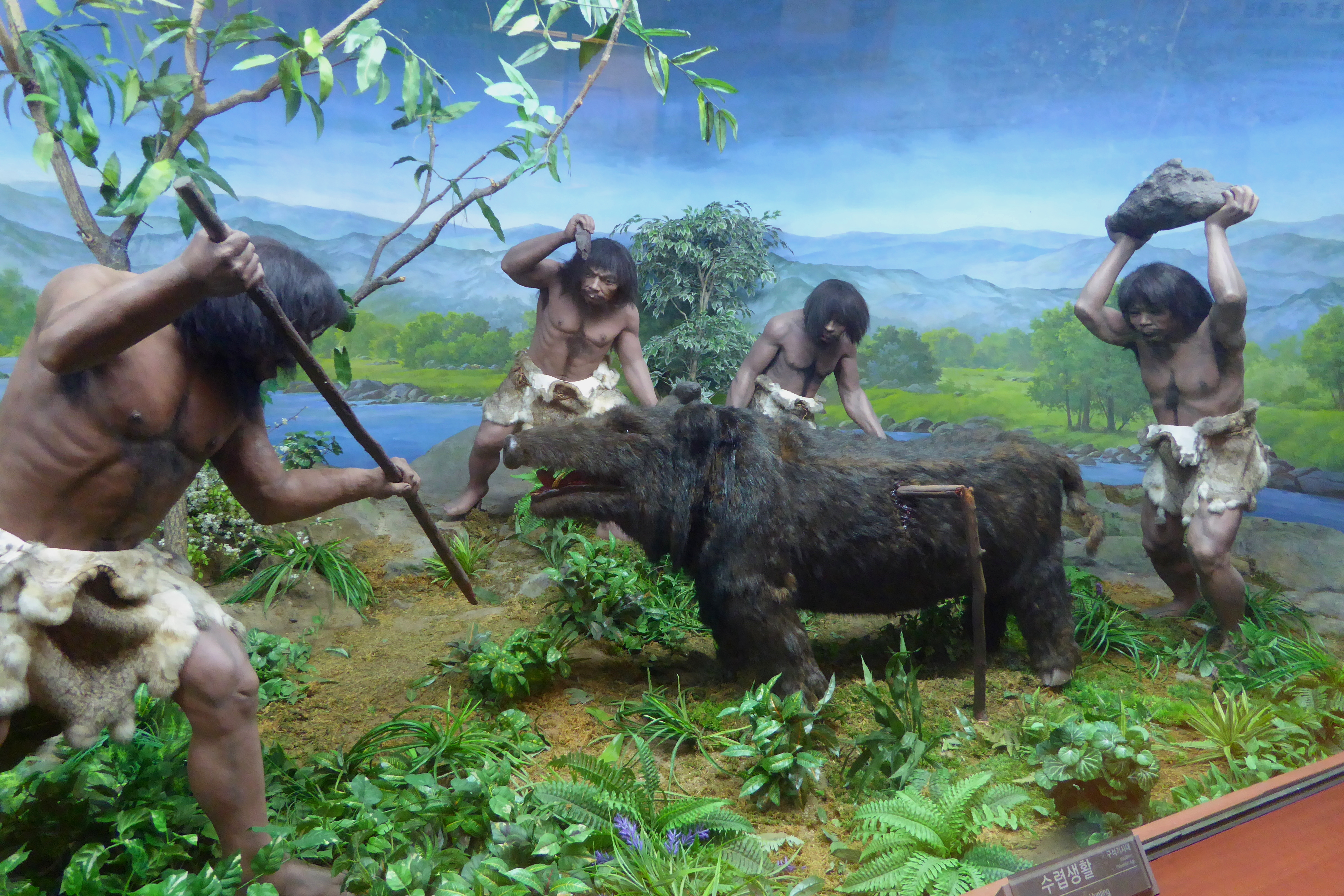
1. Epoca della caccia e della raccolta
(Paleolitico)
Ricostruzione di una scena di caccia

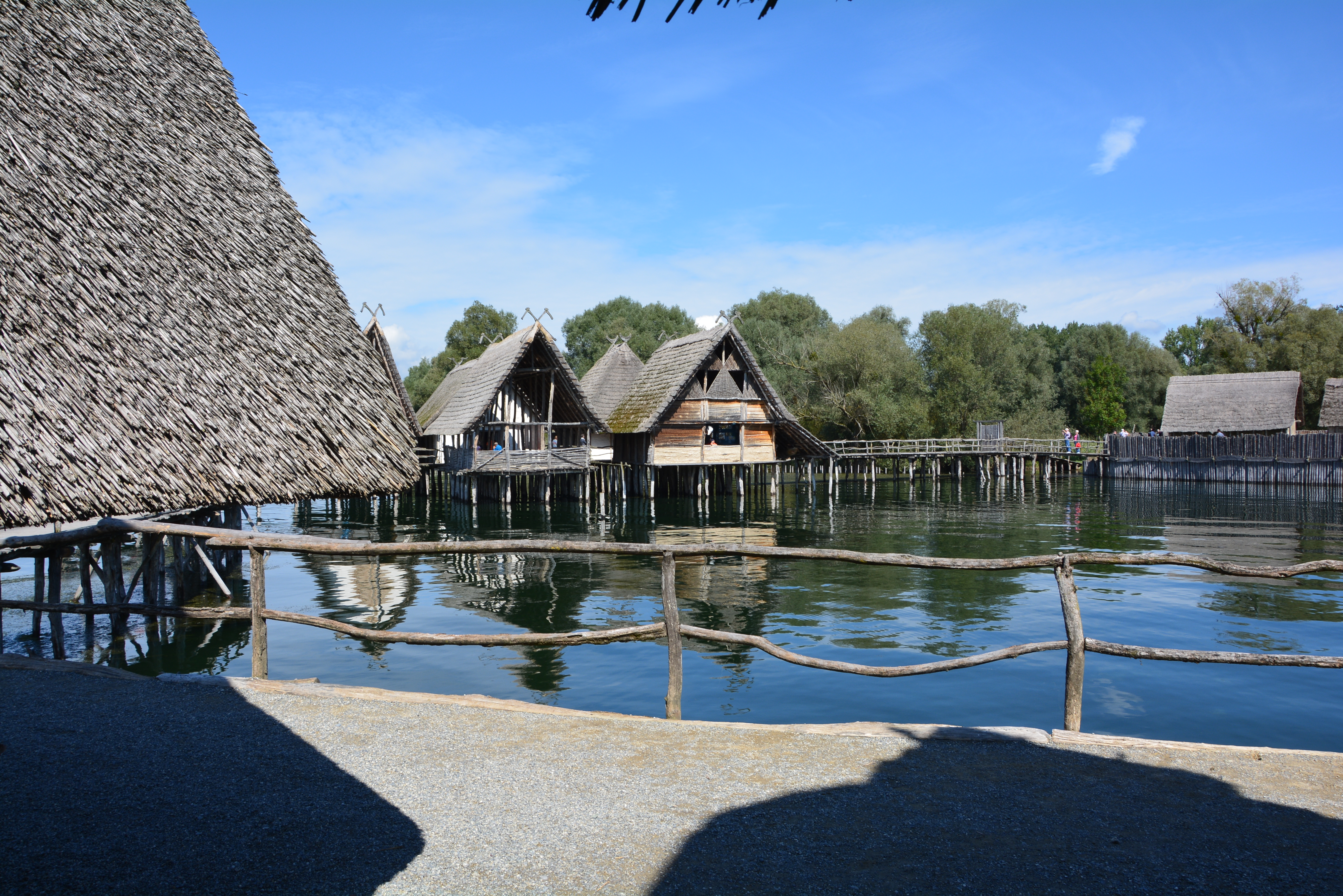
2. Epoca della neolitizzazione
(Neolitico-Età dei Metalli)
Ricostruzione di un villaggio neolitico

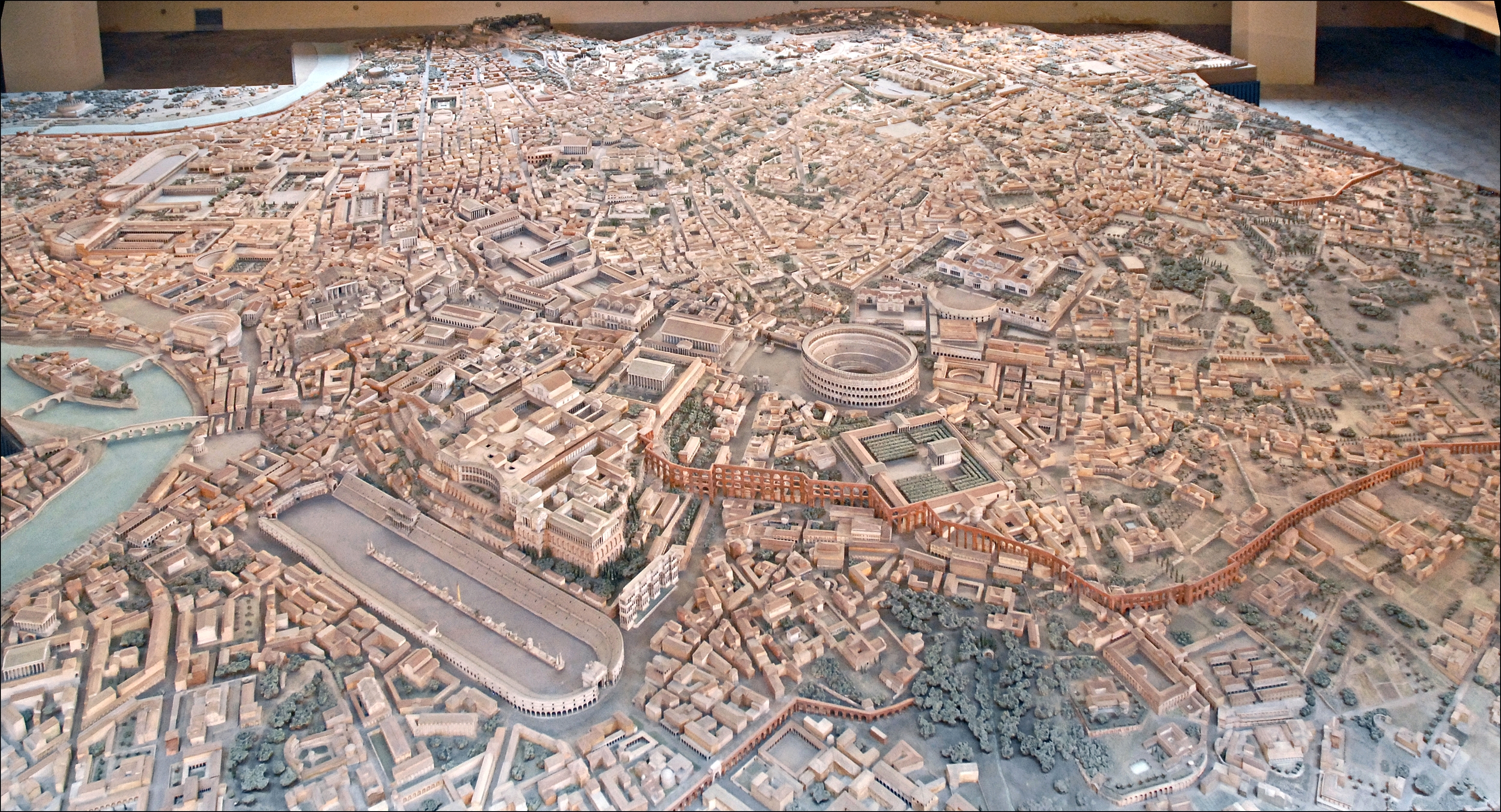
3. Dalle città agli imperi
(Età Antica)
Plastico ricostruttivo della Roma imperiale

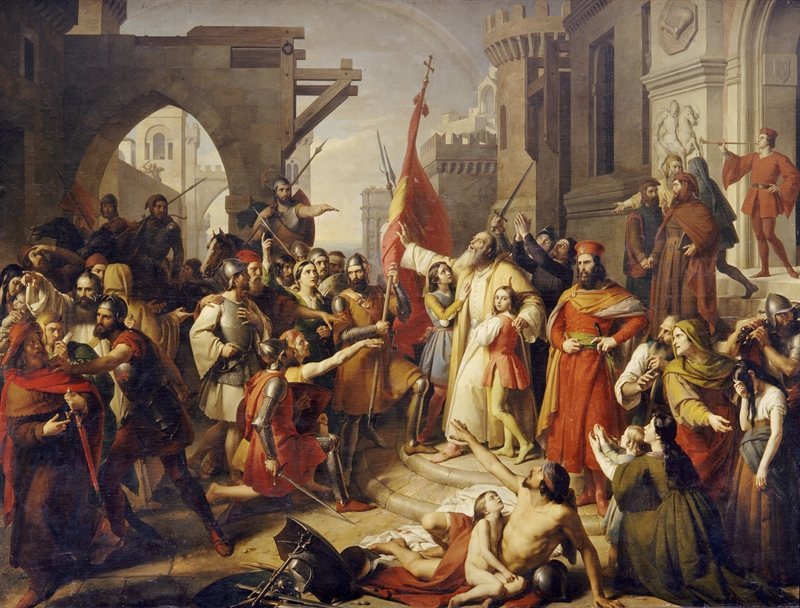
4. Imperi fra crisi e ristrutturazioni
(Medioevo)
Ricostruzione pittorica di una città sotto assedio

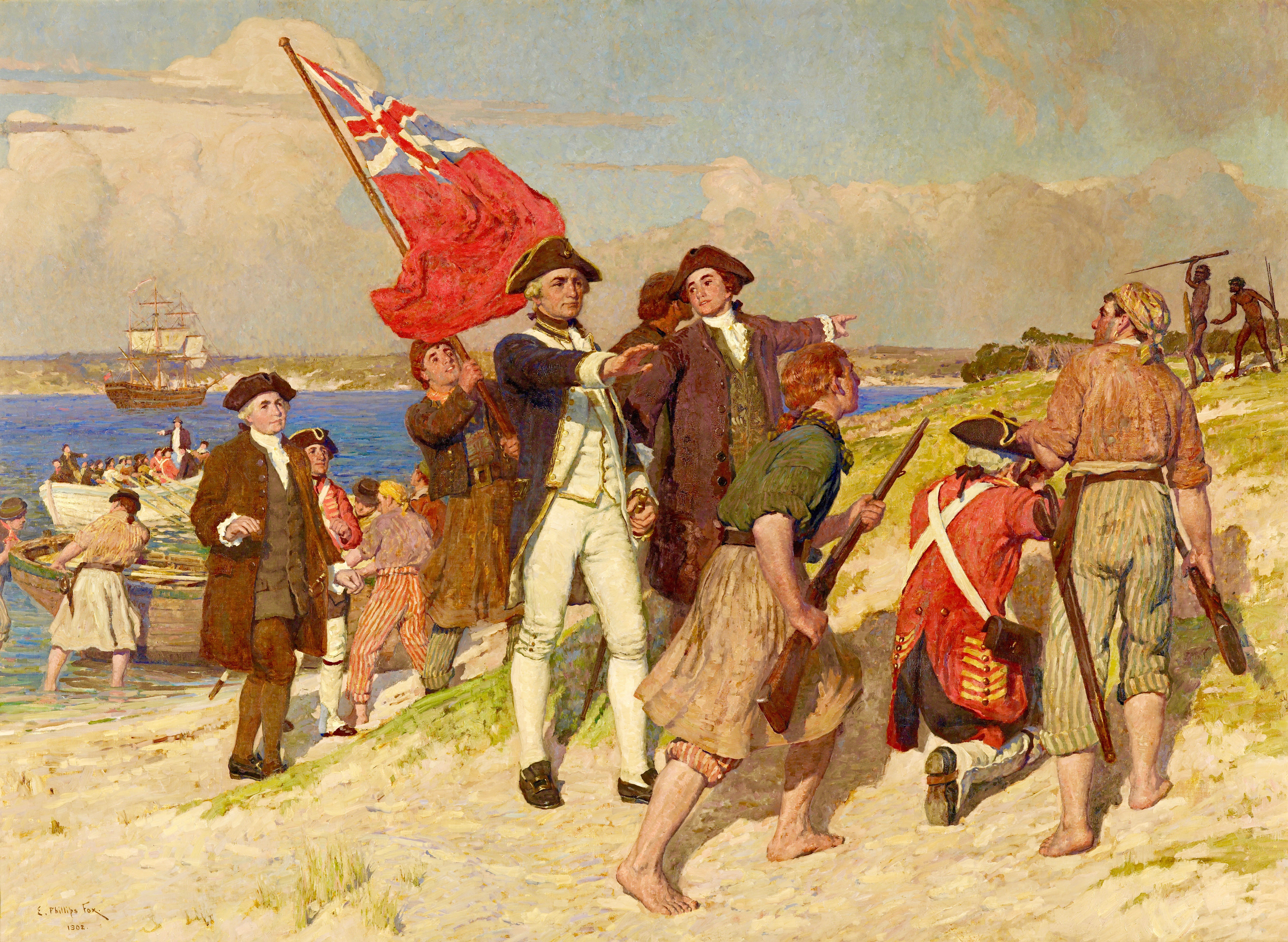
5. Espansione europea nel mondo e inizio della globalizzazione
(Età Moderna)
Lo sbarco di Cook a Botany Bay

Sulla base delle idee rappresentate da Childe, Gellner, Harari ed altri ricercatori, sono sorti vari modelli di periodizzazione globale. Come esempio significativo delle attuali tendenze storiografiche e didattiche di periodizzazione della storia dell'umanità, si presenta di seguito uno schema che identifica nove epoche storiche; esso è stato specificamente elaborato per consentirne l'applicazione a tutte le aree culturali del pianeta. Pur essendo un modello alternativo a quello tradizionale, è possibile stabilire delle precise corrispondenze tra i vari periodi dei due modelli. In questa proposta, gli elementi fondamentali utilizzati per disegnare la periodizzazione sono:
- rapporto con l'ambiente (modi di procurarsi cibo, materie prime, energia);
- organizzazione politica e sociale (divisione del lavoro, esercizio del potere);
- cultura (arte, letteratura, musica, religione);
- interazioni fra le varie società e vari continenti, pacifica o conflittuale (commerci, guerre).

Ai fini della suddivisione in epoche, sono considerate significative le varie rivoluzioni; oltre a quelle segnalate dai già citati Childe, Gellner e Harari (Rivoluzione cognitiva, Rivoluzione neolitica, Rivoluzione urbana, Rivoluzione industriale, Rivoluzione scientifica), sono tenute presenti anche la Rivoluzione geografica, la Rivoluzione agraria del XVIII secolo, la Rivoluzione demografica, la Rivoluzione francese.
In base a questi elementi, si elencano di seguito le nove epoche identificate e le loro corrispondenze con le età della periodizzazione tradizionale.
Con un senso più ampio e atto a descrivere processi a livello planetario, si ritrovano infatti in questo modello il Paleolitico ("Epoca della caccia e della raccolta"), il Neolitico ("Epoca della neolitizzazione"), l'Età antica ("Dalle città agli imperi"), il Medioevo ("Imperi fra crisi e ristrutturazioni"), l'Età moderna ("Espansione europea nel mondo e inizio della globalizzazione") e l'Età contemporanea (suddivisa in quattro brevi periodi, per motivi didattici). Fa eccezione, in questo modello di periodizzazione come pure in altri modelli innovativi, la mancanza di un periodo corrispondente all'Età dei metalli (del rame, del bronzo e del ferro). Evidentemente questo concetto, legato essenzialmente alla tecnologia metallurgica, non è più ritenuto portatore di cambiamenti fondamentali nel rapporto con l'ambiente, nell'organizzazione politica e sociale, nella cultura e nelle interazioni fra le varie società; per questo motivo la parte dell'Età dei metalli prima della Rivoluzione urbana viene attribuita al Neolitico e il periodo successivo all'Età antica.
1. Epoca della caccia e della raccolta (fino al IX millennio a.C.)
Comprende il processo di ominazione e il Paleolitico, caratterizzati da popolazioni nomadi che praticano la caccia e la raccolta di prodotti spontanei della terra.
Trova un corrispettivo nel concetto tradizionale di Paleolitico.
2. Epoca della neolitizzazione (IX - IV millennio a.C.)
Comprende l'arco di tempo in cui, grazie all'addomesticamento delle piante e degli animali, si diffondono l'agricoltura, l'allevamento,  l'artigianato specializzato e il commercio. Ciò porta alla suddivisione del lavoro, alla costruzione dei primi villaggi e all'abbandono del nomadismo. L'insieme di questi processi è denominato Rivoluzione neolitica. La seconda epoca comprende anche le tradizionali Età del rame, Età del bronzo ed Età del ferro, in cui si sviluppò la metallurgia. In vaste aree del globo la neolitizzazione non si attua e la pratica del nomadismo continua durante tutto il periodo.
Trova un corrispettivo nei concetti tradizionali di Neolitico e di Età dei Metalli.
3. Dalle città agli imperi (IV millennio a.C. - V secolo d.C.)
Comprende il periodo in cui la Rivoluzione urbana dapprima si attua nelle culle delle città e poi si diffonde in vaste aree del globo: i villaggi crescono di dimensioni e di abitanti diventando città, si ha la formazione dello Stato, con la costituzione prima di città-stato, poi di regni e infine di imperi. Caratteristica del periodo è anche la persistenza del nomadismo in vaste aree del pianeta.
Trova corrispondenza nel concetto tradizionale di Età antica.
4. Imperi fra crisi e ristrutturazioni (V - XV secolo)
L'Europa, l'Africa settentrionale e l'Asia sono caratterizzate dallo scontro tra gli imperi e le popolazioni nomadi, mentre altre aree del mondo vivono fenomeni diversi, ma sempre legati all'urbanizzazione e alla formazione di nuovi stati.
Trova corrispondenza nel concetto tradizionale di Medioevo.
5. Espansione europea nel mondo e inizio della globalizzazione (V - metà XVII secolo)
Comprende il periodo in cui si attua la Rivoluzione geografica: gli europei, dopo l'arrivo di Cristoforo Colombo in America, esplorano gli oceani mettendo in contatto i vari continenti. L'influenza europea si espande progressivamente in tutto il globo, dando l'avvio alla prima fase di globalizzazione, segnata da uno scambio sempre più intenso di esseri umani, piante, animali ed agenti patogeni.
Trova corrispondenza nel concetto tradizionale di Età moderna, fatta terminare con la Rivoluzione industriale (metà del XVIII secolo).
A partire da questo punto, in questo esempio di periodizzazione si nota una particolare attenzione alla storia più recente, suddivisa in periodi assai più brevi rispetto a quelli precedenti, per un motivo puramente didattico: fornire al cittadino una più dettagliata conoscenza sul proprio tempo, grazie ad uno schema adatto a comprendere una più ampia mole di informazioni. I quattro periodi seguenti corrispondono infatti, nel loro insieme, al concetto tradizionale di Età contemporanea, fatta però iniziare dalla Rivoluzione industriale (metà del XVIII secolo) e non da quella francese (1789).
6. Rivoluzione industriale (metà XVII - metà XIX secolo)
È il periodo in cui avvengono quattro grandi rivoluzioni che hanno cambiato completamente e irreversibilmente il quadro mondiale precedente: la Rivoluzione industriale, la Rivoluzione demografica, la Rivoluzione agraria del XVIII secolo e la Rivoluzione francese. I poteri politici tradizionali si dissolvono: in Europa con la Rivoluzione francese, negli altri continenti con la progressiva fine dell'indipendenza dei vari stati, in seguito all'affermazione del colonialismo su scala planetaria.
7. Dall'imperialismo alle guerre mondiali (metà XIX secolo - 1945)
Comprende il periodo in cui gli stati europei hanno il controllo del pianeta, attraverso un colonialismo oramai consolidato. Le potenze europee lottano tra loro per l'egemonia planetaria; nello stesso tempo, il Giappone persegue una politica di espansione nell'area pacifica. Queste lotte sfociano nelle due guerre mondiali.
8. Il mondo diviso in due blocchi (1945 - 1989)
Comprende il periodo in cui, con la fine della Seconda guerra mondiale, emergono due superpotenze: gli Stati Uniti e l'Unione Sovietica, che si contendono, in modo indiretto, il controllo sul pianeta, attraverso la Guerra fredda. Nello stesso tempo, il colonialismo ha termine, attraverso la conclusione della decolonizzazione.
9. Presente (1989 - presente)
Secondo questa proposta il periodo attuale inizia con il 1989, data che, con l'evento simbolico della caduta del muro di Berlino, segna la fine della divisione del mondo in due blocchi politici contrapposti; questa è considerata la più grande trasformazione geopolitica dopo la fine della Seconda guerra mondiale. Si diffonde la Rivoluzione digitale, che potenzia i fenomeni di globalizzazione.

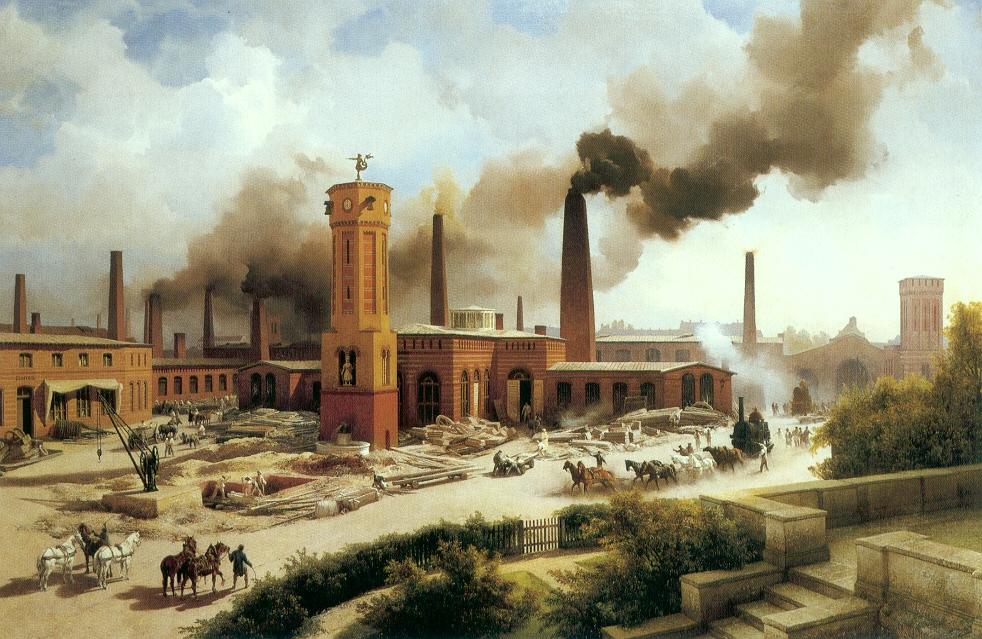
6. Rivoluzione industriale (Età Contemporanea - 1760[20]-1857[43]) Paesaggio industriale
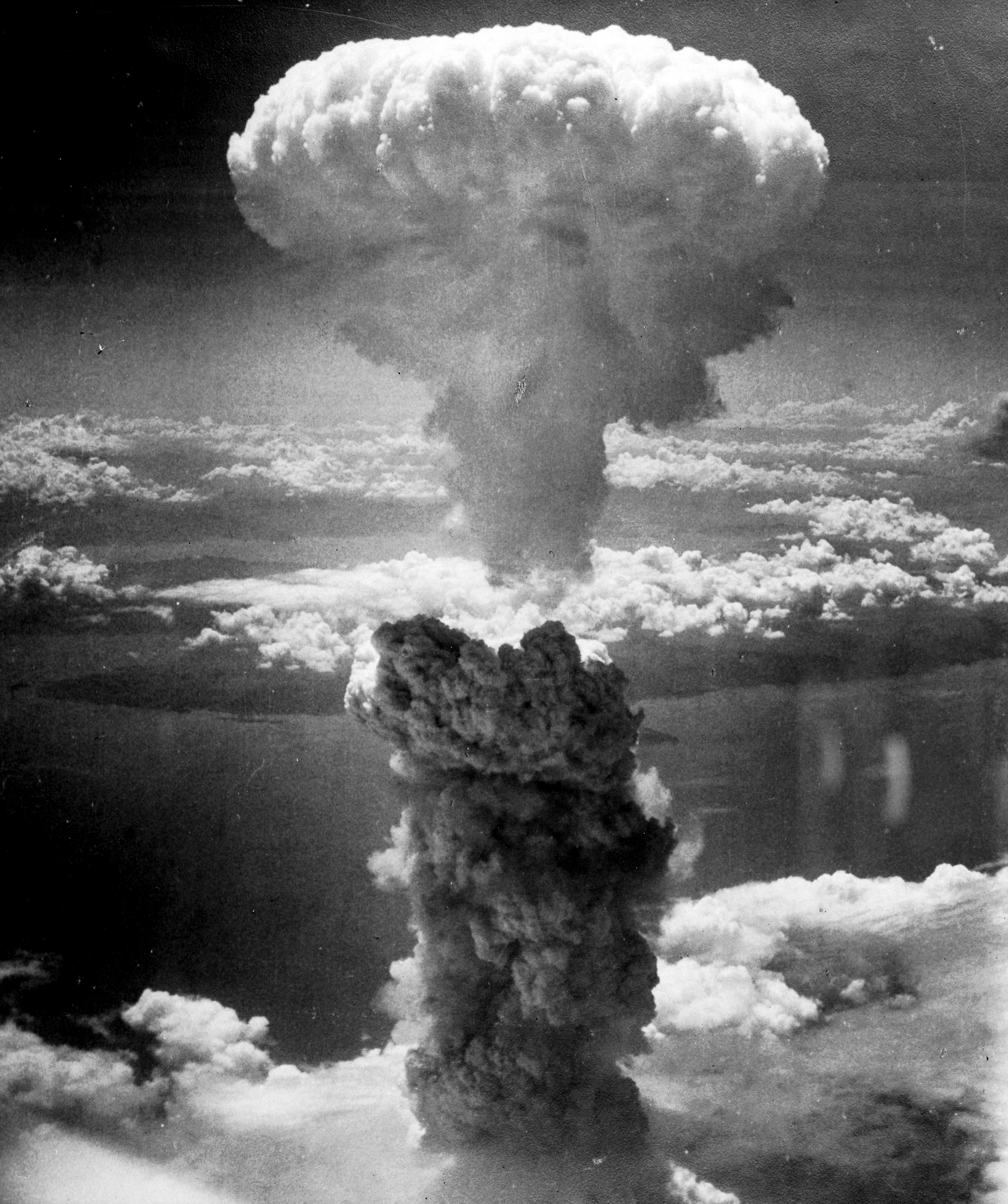
7. Imperialismo e guerre mondiali (Età Contemporanea - 1857[43]-1945) Esplosione di una bomba atomica
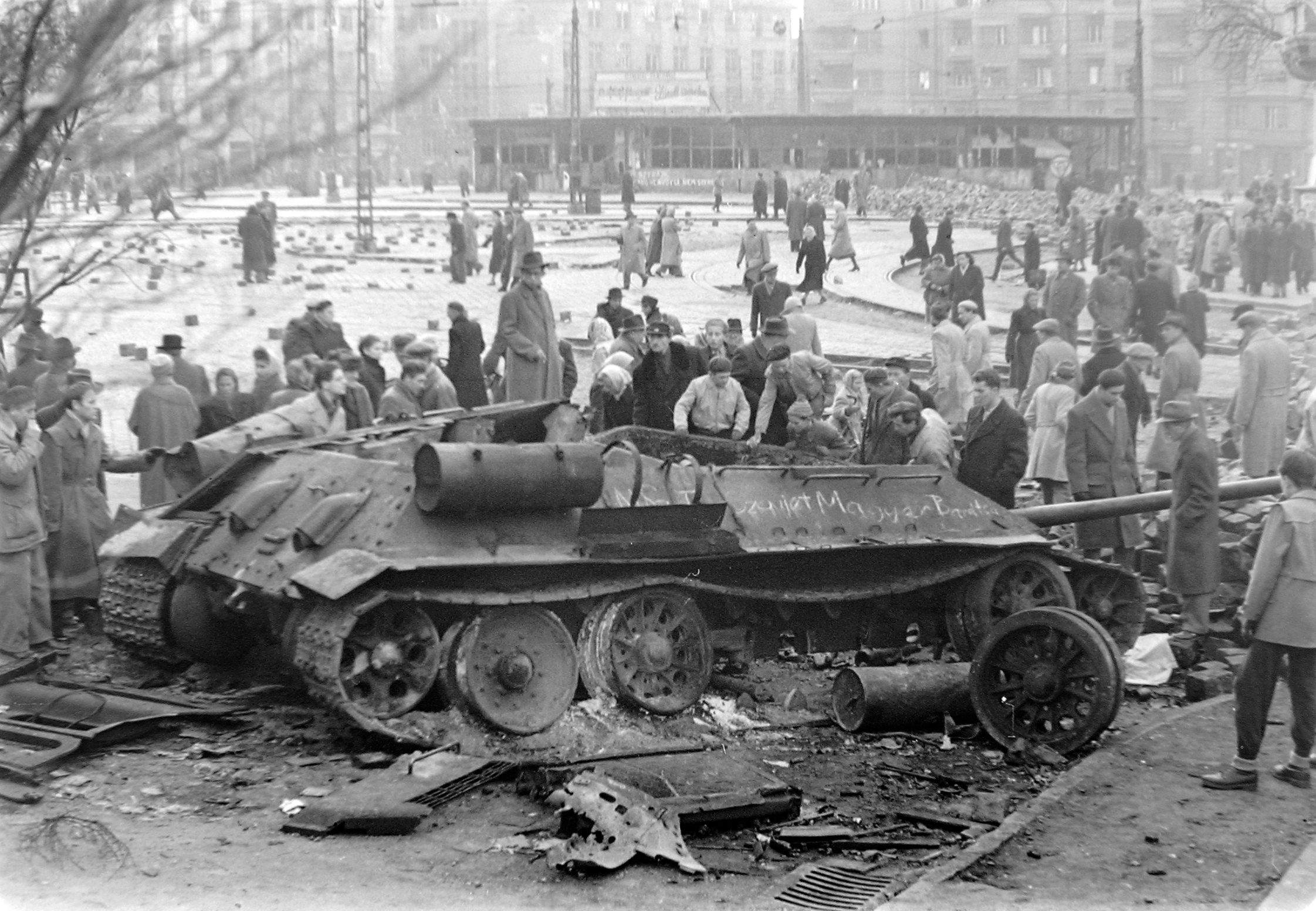
8. Il mondo diviso in due blocchi (Età Contemporanea - 1945-1989) Rivoluzione ungherese del 1956
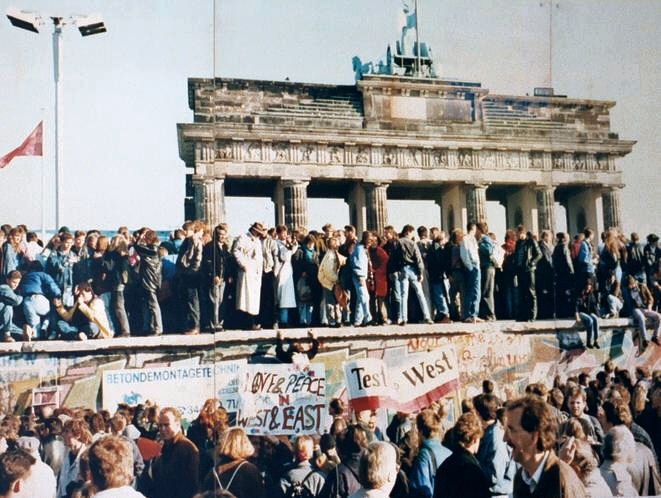
9. Presente (Età Contemporanea - 1989-presente) Una folla festante occupa il Muro di Berlino

## Origine dei nomi delle età storiche
L'identificazione nel passato dell'uomo di un periodo preistorico avvenne per gradi. Jacques Boucher de Perthes fu tra i primi a intuire l'esistenza di un'attività imputabile a un'umanità arcaica e a provarlo scoprendo nel 1830 un bifacciale; ciò portò alla nascita del concetto di Preistoria.
I termini Età della Pietra, del Bronzo e del Ferro sono stati per la prima volta impiegati nel 1734 dal francese Nicolas Mahudel, ma fu solo nel 1836 che il danese Christian Jürgensen Thomsen, attribuì delle date precise a questa sequenza di epoche, definendo così il sistema delle tre età, ispirato agli autori classici Lucrezio ed Esiodo
La suddivisione dell'Età della Pietra in Paleolitico e Neolitico venne introdotta da John Lubbock nel 1865.
L'Età del Rame, con il nome di Eneolitico, è stata definita nel 1884 dall'italiano Gaetano Chierici, forse riprendendo alcune idee espresse nel 1881 dall'inglese John Evans, che però non considerava quella del rame un'età a sé stante, ma un semplice periodo di transizione. La possibile confusione tra i termini Eneolitico e Neolitico hanno fatto sorgere agli inizi del Novecento il nome di Calcolitico, ritenuto più chiaro. Anche questo però, si prestava a errate interpretazioni: il suffisso -litico poteva far pensare ad una terza età della pietra, dopo il Paleolitico ed il Neolitico. Si cominciò allora ad usare l'espressione meno ambigua di Età del Rame. Oggi i tre termini sono considerati sinonimi e si è affiancata ad essi una quarta espressione, con lo stesso significato: Prima età dei metalli, per richiamare l'attenzione sul fatto che oltre al rame, tra l'altro mai puro, si usavano contemporaneamente anche altri metalli di reperibilità relativamente facile.
Il termine Medioevo (medium aevum, media aetas) fu usato per la prima volta dagli umanisti italiani del XV secolo; Flavio Biondo lo impiegò nella sua opera Historiarum ab inclinatione romanorum imperii decades, scritta intorno al 1450 e pubblicata nel 1483. Il letterato Giovanni Andrea Bussi impiegò l'espressione media tempestas nel 1469 per indicare la presenza di un tempo intermedio fra l'antichità ed il presente di allora, ma idee simili si trovano anche negli scritti di Giorgio Vasari, ma anche in Lorenzo Valla e Niccolò Machiavelli. Leonardo Bruni individua un concetto di questo tipo anche nel pensiero del Petrarca.
L'esistenza di una età di mezzo, un Medioevo, proposta dagli umanisti del XV secolo, è uno dei cardini della periodizzazione ed anzi su questo concetto si è poi modellato quello delle altre età: se ammettiamo l'esistenza di un'età di mezzo, è necessario pensare ad un'età precedente, chiamata antica e ad un'età successiva, chiamata moderna. La tripartizione Evo antico - Medioevo - Evo moderno fu infatti proposta pochi decenni dopo l'identificazione del Medioevo, nel 1550, dall'umanista italiano Giorgio Vasari.
Cristoforo Cellario riprese i termini Antichità, Medioevo ed Età moderna e li utilizzò per sistematizzare la periodizzazione della storia occidentale.
Il concetto di Età contemporanea con inizio dalla Rivoluzione francese è stato introdotto da François Guizot nel 1866.

## Punti di dibattito
La stessa idea di dividere la Storia in periodi è a volte discussa, ma anche rimanendo fedeli a questo concetto, esistono vari punti della periodizzazione più diffusa che sono oggetto di dibattito: sono state proposte varie date di passaggio tra l'una e l'altra età, a seconda che si voglia porre l'attenzione maggiormente sulle trasformazioni di carattere culturale, economico-politico o infine religioso intercorse tra le due epoche. I principali sono esposti qui di seguito.
- Il periodo finale dell'Antichità, insieme al periodo iniziale del Medioevo sono spesso estrapolati e chiamati nel loro insieme Tardo antico; generalmente esso viene compreso tra l'inizio dell'impero di Diocleziano (285), e la fine di quello di Giustiniano (565). Il motivo di questa scelta è che Diocleziano introdusse la Tetrarchia e che Giustiniano promosse la Restauratio Imperii. Non mancano però studiosi che scelgono altre date come inizio e fine del Tardo Antico.
- Per il passaggio tra l'Età antica e il Medioevo, invece che la Caduta dell'Impero romano d'Occidente, alcuni propongono come evento discriminante il trasferimento della capitale imperiale da Roma a Costantinopoli (330 d.C.) o il Primo sacco di Roma (410 d.C.).
- Per il passaggio tra il Medioevo e l'Età moderna sono state proposte date alternative a quella del viaggio di Colombo in America: esse sono il 1453, anno della caduta di Costantinopoli e della fine della Guerra dei cent'anni, o il 1455, anno della pubblicazione del primo libro a stampa in Europa, o il 1517, anno in cui Lutero affisse le sue tesi[52].
- Per il passaggio tra l'Età moderna e l'Età contemporanea, al posto dello scoppio della Rivoluzione francese (1789) e dell'inizio della Rivoluzione industriale, a volte si pone come evento discriminante il Congresso di Vienna (1815).